# Kulturhistorisches Museum Rostock

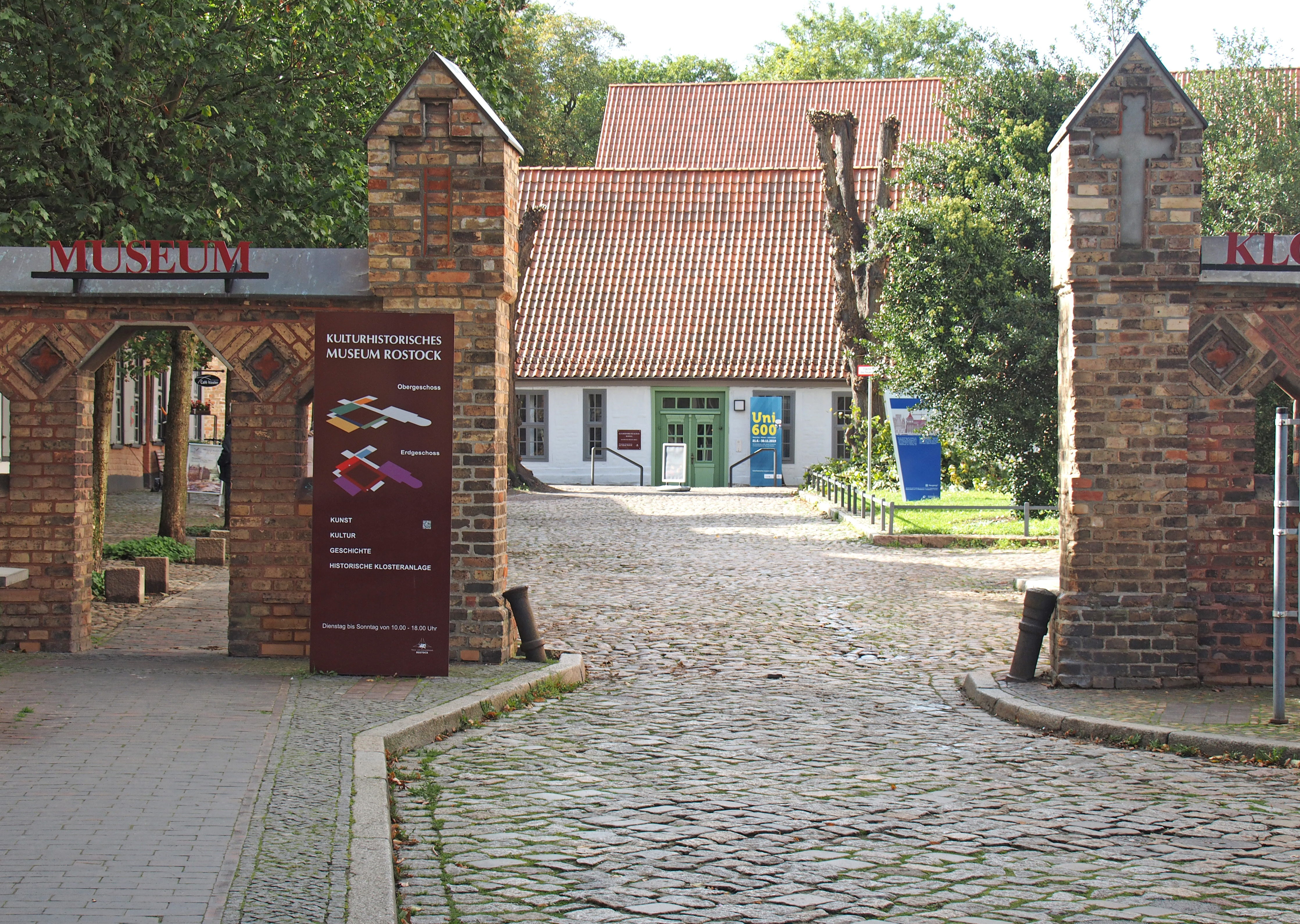
Eingang zum Kulturhistorischen Museum im ehemaligen Kloster zu Heiligen Kreuz

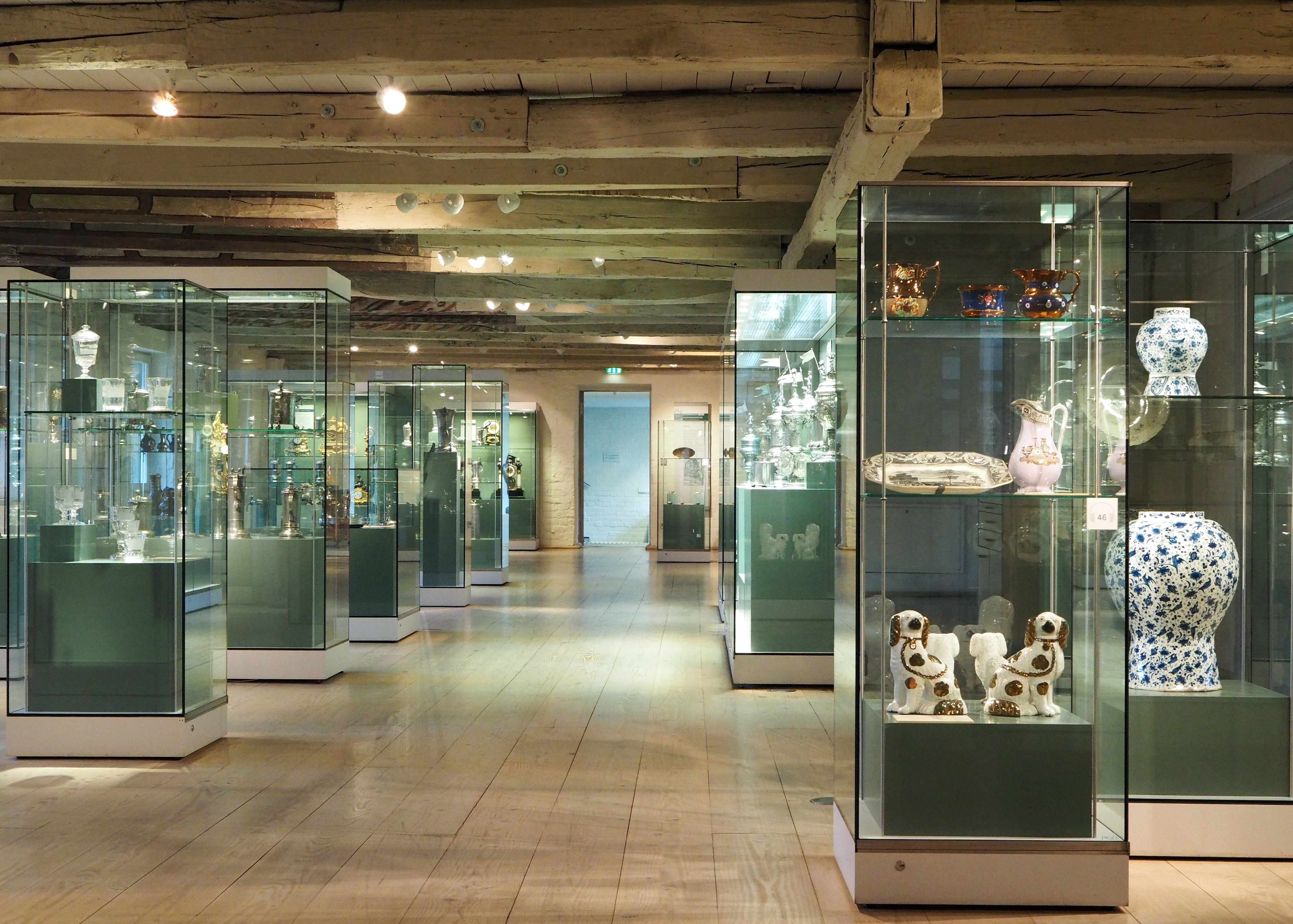
Ausstellungsraum für Kunsthandwerk im Westflügel des Klosters

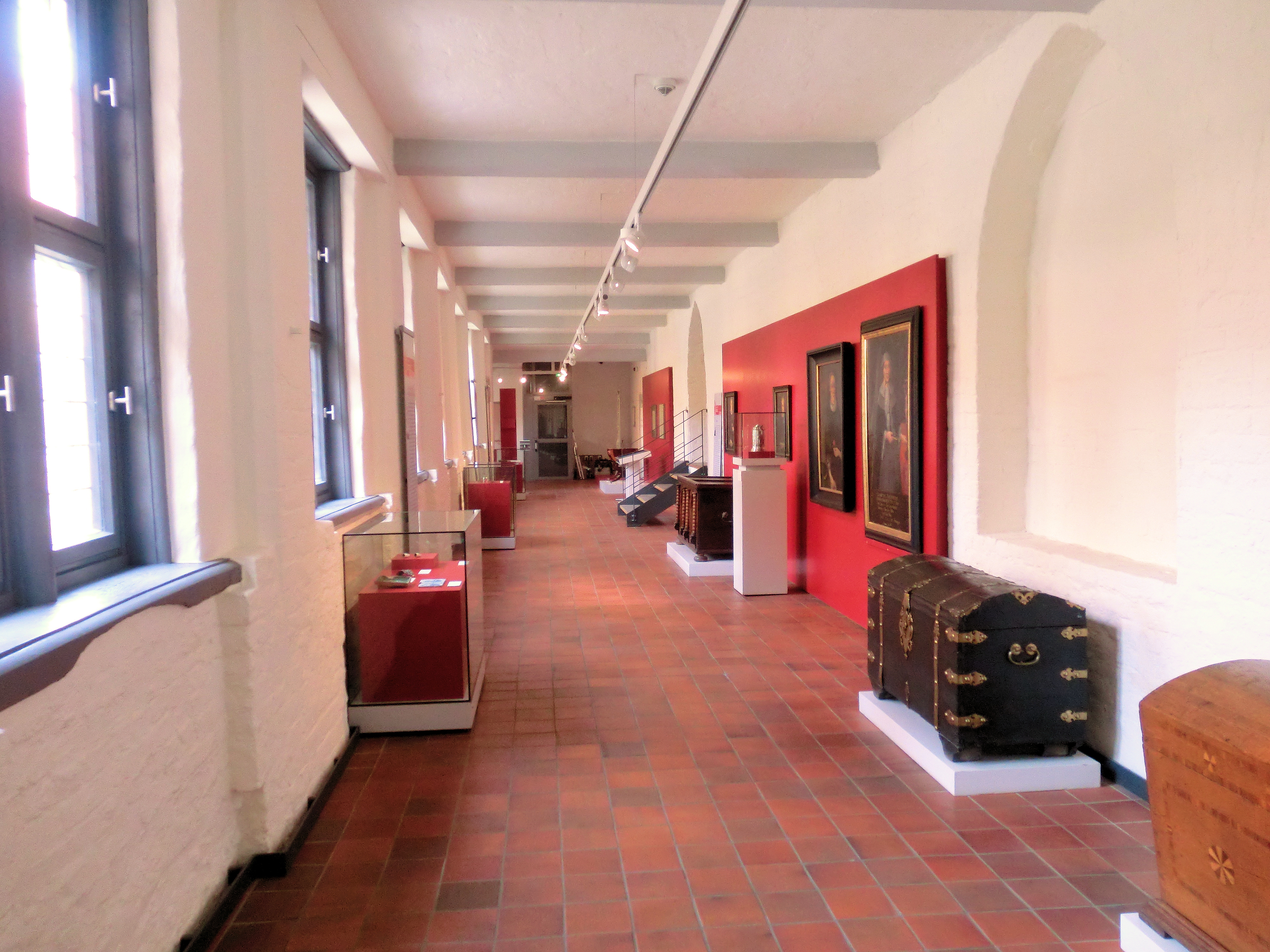
Ausstellungsraum im Kreuzgang des Klosters

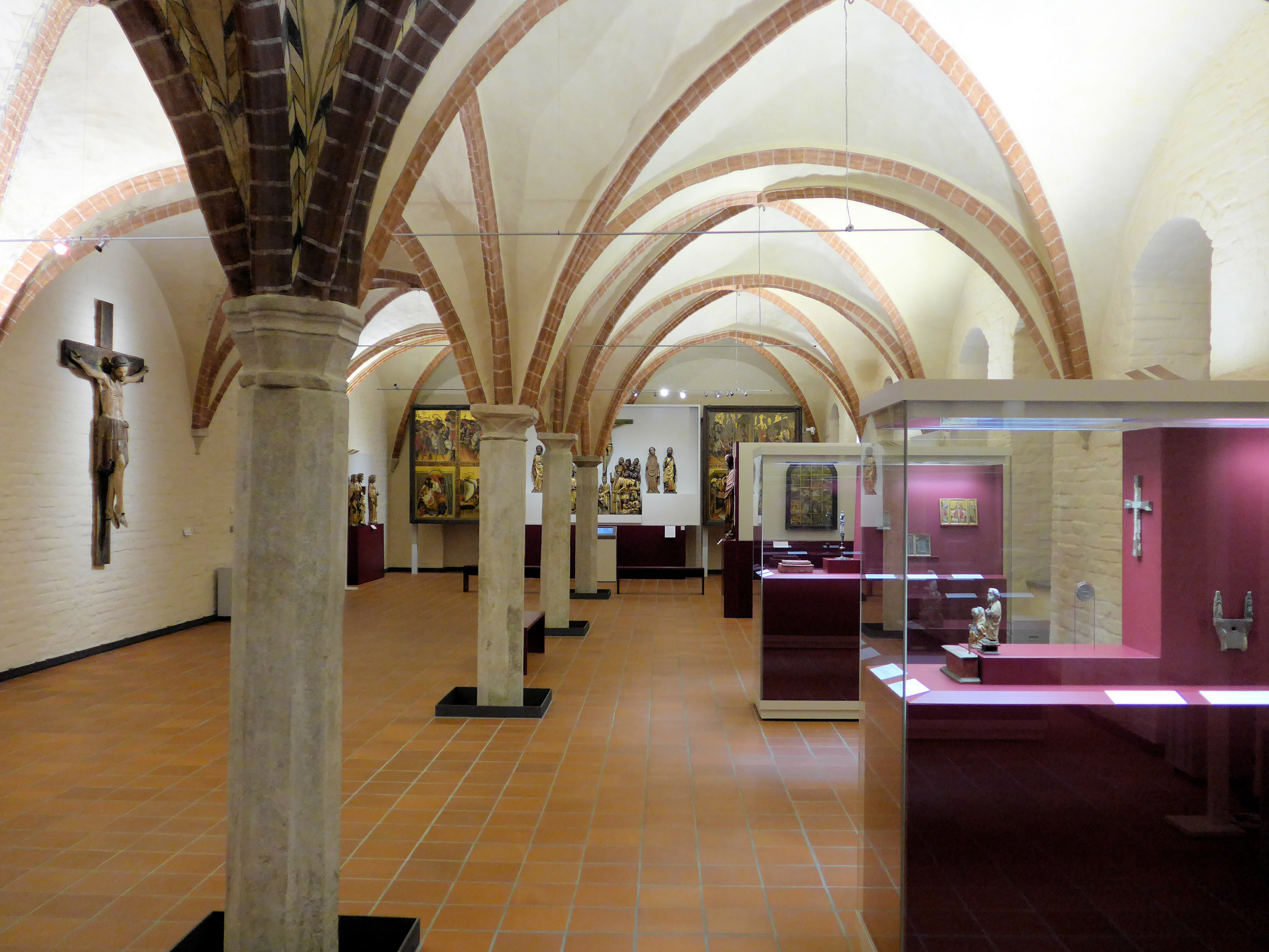
Sakrale Kunst im Refektorium des Klosters

Das Kulturhistorische Museum, anfangs Städtisches Kunst- und Altertumsmuseum Rostock, ist eines der größten und bedeutendsten Museen in Mecklenburg-Vorpommern. Es wurde 1859 gegründet.

## Geschichte
Die Gründung eines historischen Museums in Rostock geht bis auf das Jahr 1859 zurück. Im Jahr 1841 versammelten sich Bürger im Kunstverein der Stadt Rostock, um Kunstgegenstände der Stadt Rostock zu sammeln und in einem Museum zu präsentieren. Im Jahr 1858 wurde zunächst mit Unterstützung der Sparkasse ein Gebäude in der Steinstraße aufgekauft. Die rasch anwachsenden Sammlungen wurden erstmals 1885 im Lindenhof in der Lindenstraße der Öffentlichkeit vorgestellt. Da dieses Gebäude bald für die Ausstellung zu klein wurde, wurde im Jahr 1901 das heute noch bestehende Gebäude der Societät von der Stadt aufgekauft und zum Museum umgebaut. Am 4. Oktober 1903 wurde das Kunst- und Altertumsmuseum offiziell eröffnet.
Nach einer Neuordnung des Museums als Städtisches Museum 1936 wurden auch die Bestände der Volkerkundlichen Sammlung in das Museum eingegliedert. 1937 wurden in der Nazi-Aktion „Entartete Kunst“ aus der Sammlung des Museums nachweislich fünfzehn Bilder von Ernst Barlach, Lovis Corinth, Otto Dix, Ernst Geitlinger, Erich Heckel, Josef Hegenbarth, Emil Nolde, Adolf Oberländer, Hans Emil Oberländer, Max Schenk, Rudolf Bartels und Rudolf Schmidt-Dethloff beschlagnahmt. Acht davon wurden zerstört. Bei einer kriegsbedingten Auslagerung der Bestände in Tresore und auch in die Dorfkirchen von Belitz und Kavelstorf, in die Herrenhäuser in Tessenow, Niekrenz und Plüschow sowie in die Schlösser Erdmannsdorff und Carolath entstanden bei den Sammlungen erhebliche Verluste. Nach 1945 wurden die Sammlungen in das wiederhergestellte Gebäude am Steintor zurückgeführt. Am 1. Mai 1946 konnte das Museum der Stadt Rostock wieder eröffnet werden. Nachdem entschieden worden war, das Gebäude am Steintor als Schifffahrtsmuseum zu nutzen, wurden die Sammlungen zwischenzeitlich im Kröpeliner Tor untergebracht.
Die Idee, das Kloster zum Heiligen Kreuz als Standort eines Museums zu nutzen, stammt schon aus der Zeit der Auflösung des Klosters 1920. Erst 1976 wurde auf Beschluss des Rates der Stadt Rostock die schrittweise Rekonstruktion und der Umbau zum Museum begonnen. Der erste Bauabschnitt konnte 1980 anlässlich der 18. Arbeiterfestspiele der DDR in Rostock übergeben werden. 1984 folgte der zweite Bauabschnitt. Weitere Planungen blieben jedoch unberücksichtigt, die Sanierung des Klosters blieb vorerst, wohl aus Geldmangel, unvollständig. Erst nach der Wiedervereinigung 1989 konnten die Planungen wieder aufgenommen werden. Die Instandsetzung des Westflügels wurde 1997 in Angriff genommen. Nach Abschluss der Sanierung des Klosters wurde auch die zugehörige Klosterkirche restauriert und kann von den Museumsbesuchern besichtigt werden.

## Sammlungen (Auswahl)
Das Kulturhistorische Museum verwahrt unter anderem die größte deutsche Sammlung zu Fürst Blücher von Wahlstatt. Das Museum gehört mit seiner umfangreichen Sammlung an kunst- und kulturgeschichtlichen Gegenständen zu einer der wichtigsten Stätten der Dokumentation in Mecklenburg-Vorpommern. Neben seiner Kunstsammlung beherbergt es einen umfangreichen Bestand an einzigartigen Dokumenten städtischen Lebens und der Wirtschaft aus acht Jahrhunderten in Rostock. Regelmäßig werden Sonderausstellungen zu verschiedenen Themen gezeigt.

### Gemälde und Grafiken
Das Museum beherbergt eine Sammlung von rund 70 Gemälden niederländischer Malerei des 16. bis 19. Jahrhunderts, die zu den wichtigsten in Norddeutschland zählt. Sie enthält Werke bedeutender Künstler wie Jan Bruegel d. J., Ludolf Bakhuizen, Melchior de Hondecoeter oder Salomon van Ruysdael und wird ergänzt durch viele Grafiken, unter anderem von Rembrandt van Rijn. Mehrheitlich sind es Geschenke oder Vermächtnisse aus dem Ende des 19. Jahrhunderts. Im Zweiten Weltkrieg ging einiges aus dem Bestand verloren. In den 1950er Jahren konnten wichtige Stücke durch Ankauf erworben werden. Gezeigt werden in erster Linie Historien-, Landschafts-, Stillleben und Genremalereien, die einen Einblick in die Entwicklung des Goldenen Zeitalters der Malerei der Niederlande geben.

Niederländische Malerei
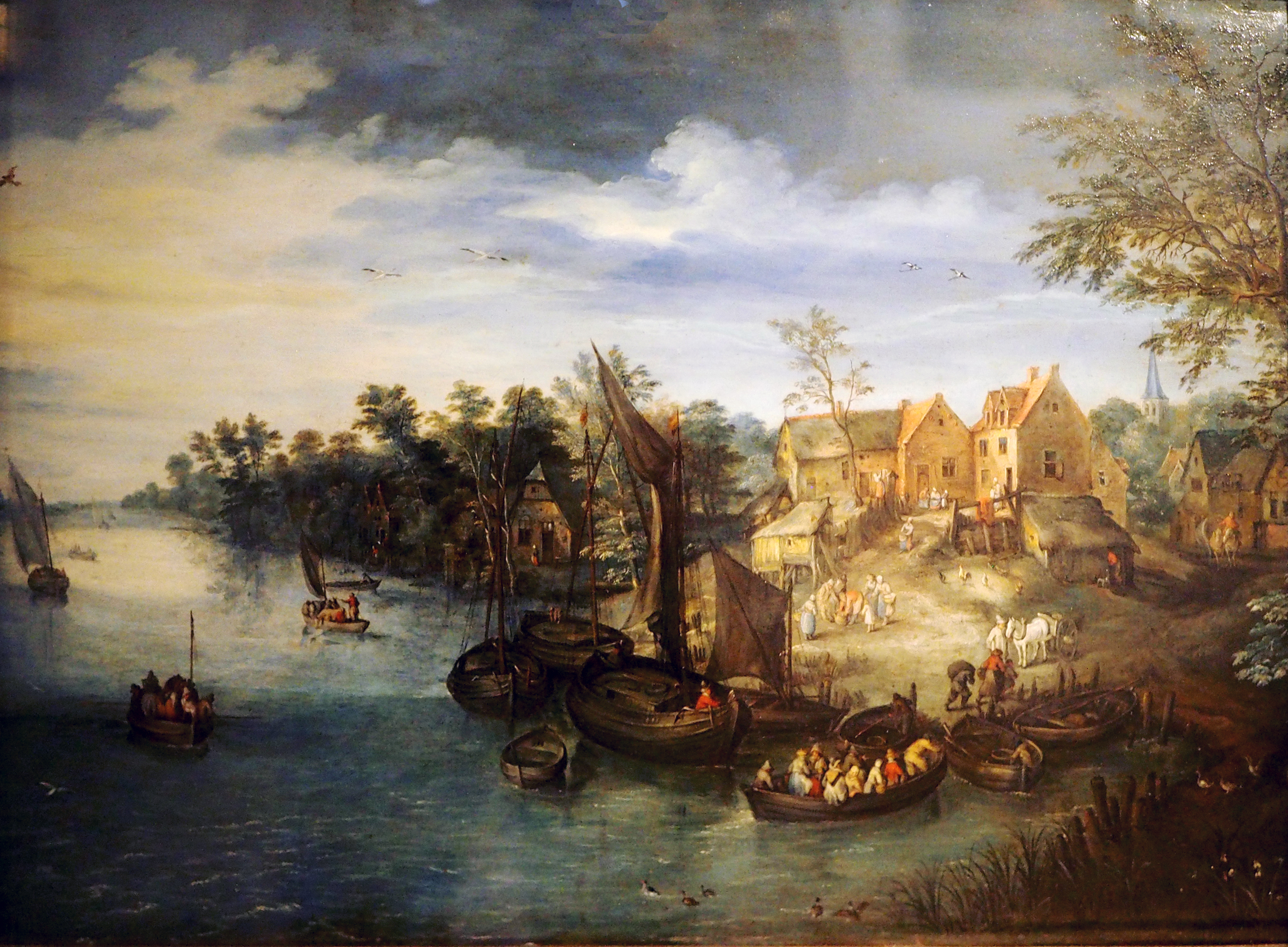
Jan Brueghel: Flusslandschaft
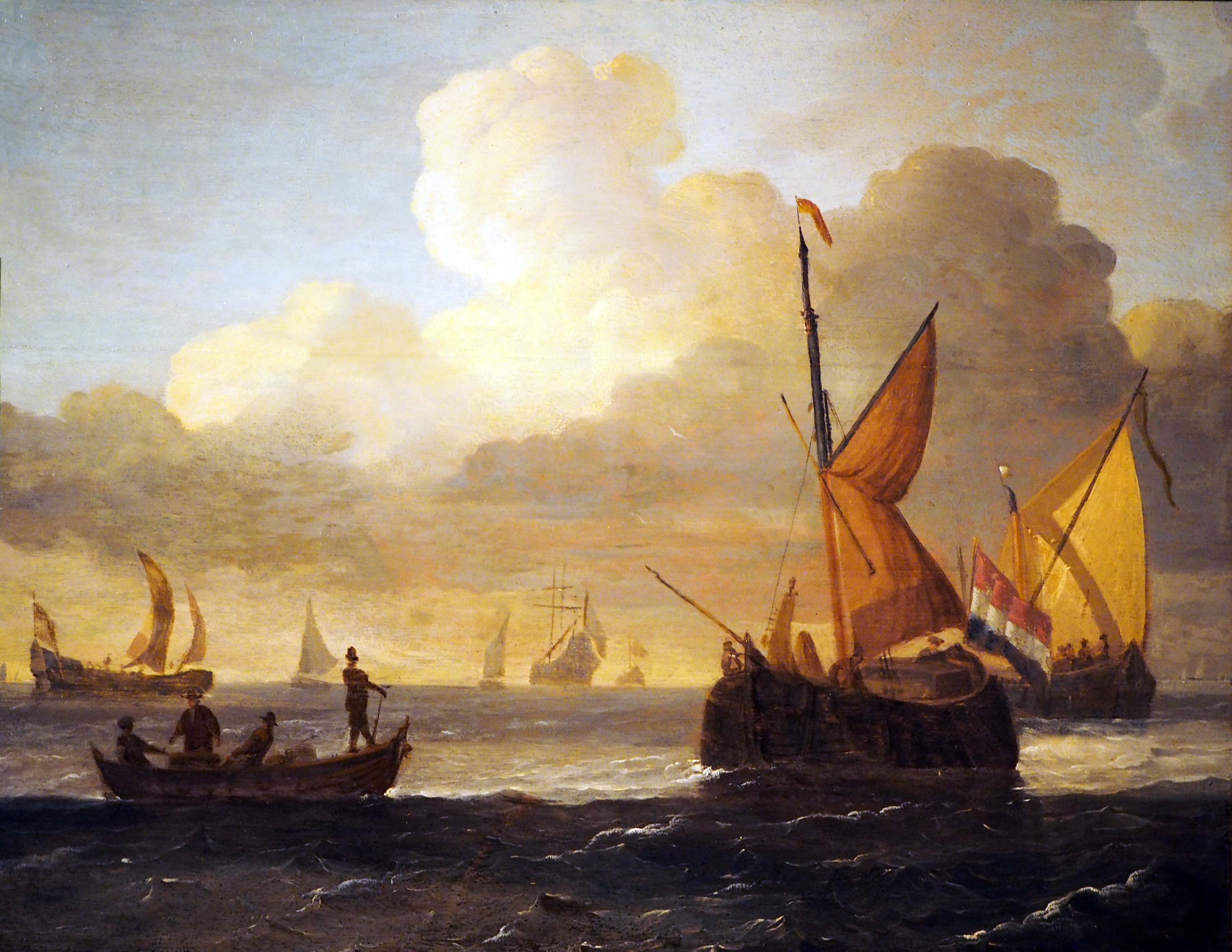
Ludolf Backhuysen: Schiffe auf dem Meer
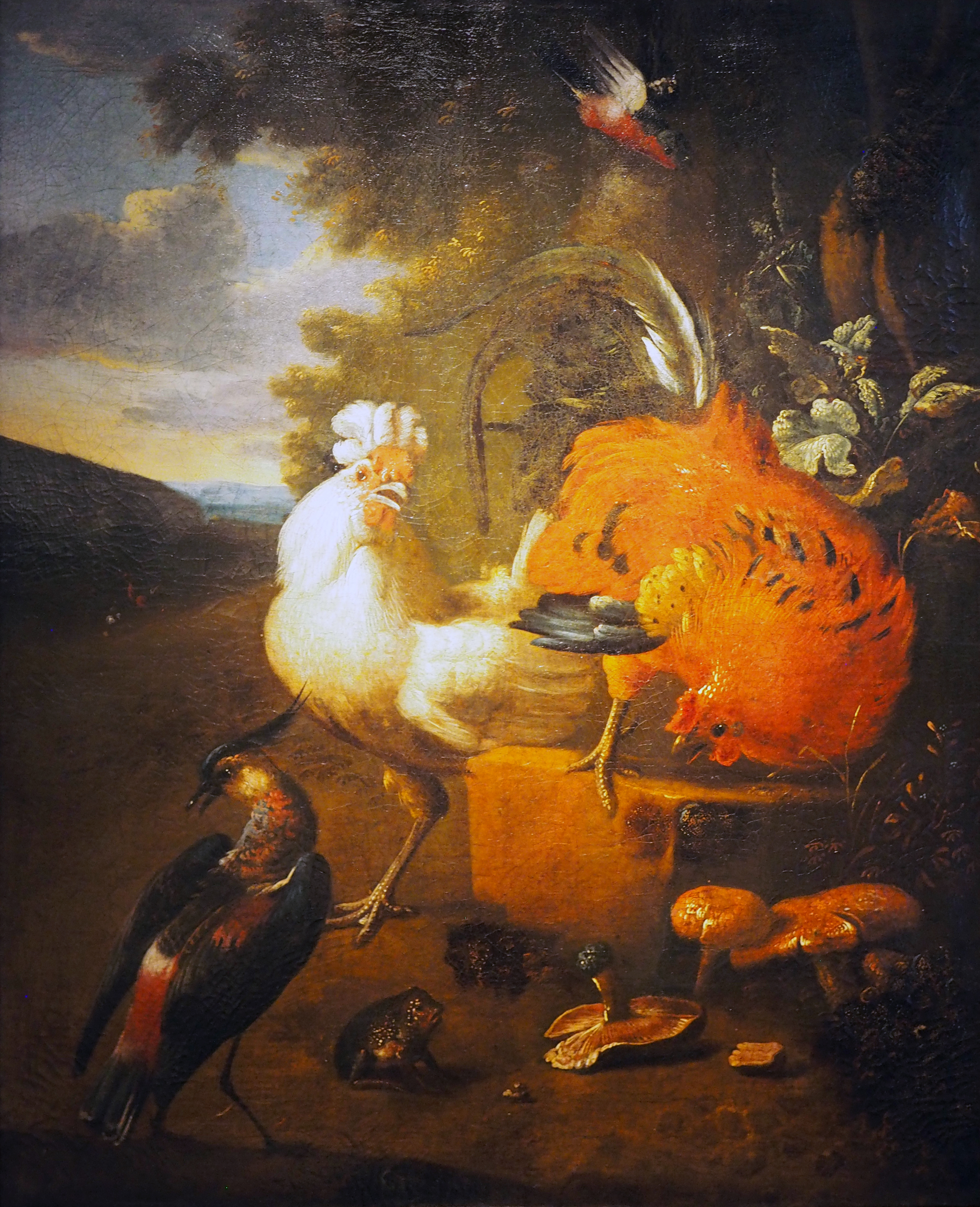
Melchior de Hondecoeter: Federvieh
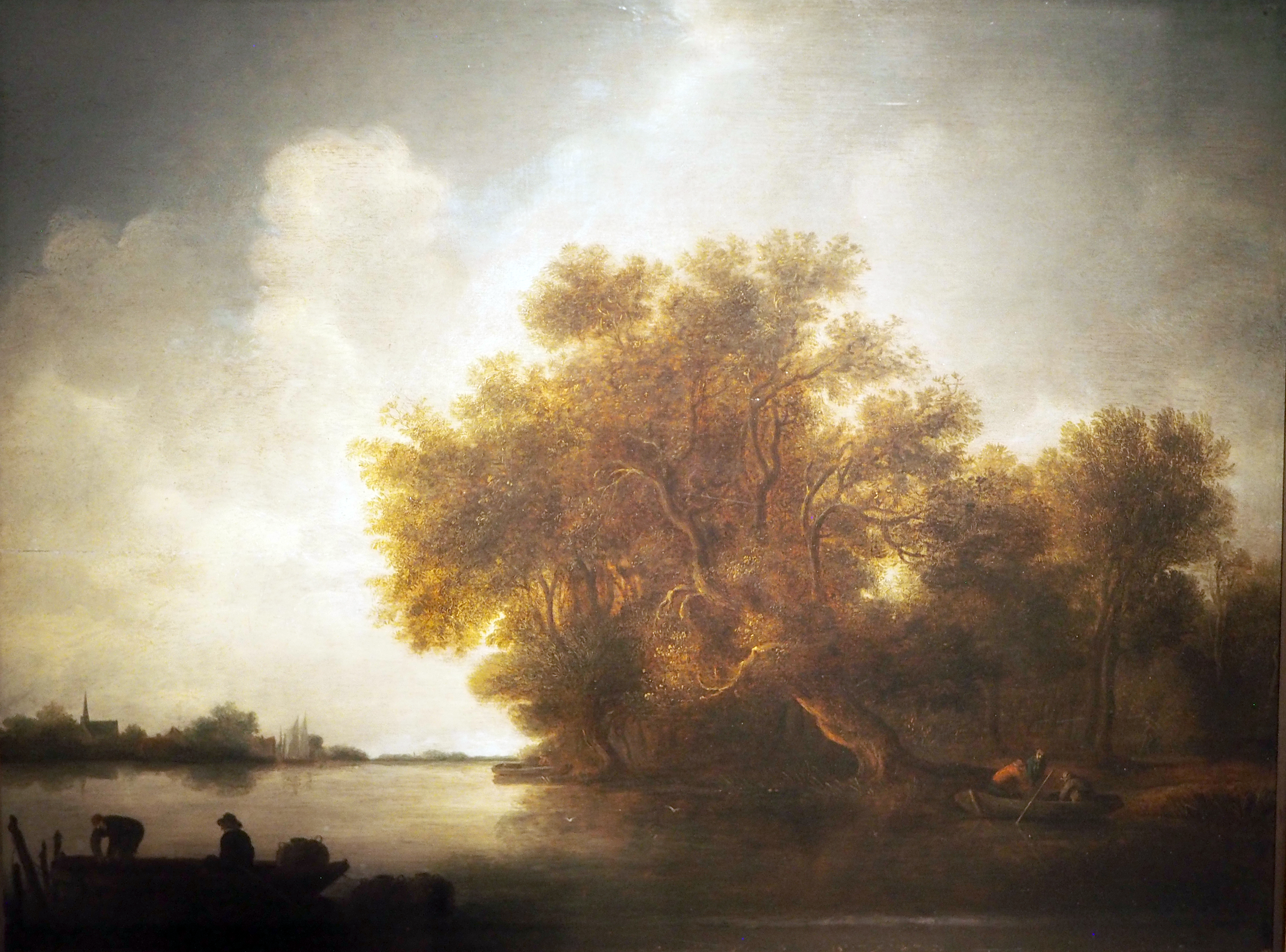
Salomon van Ruysdael: Flusslandschaft
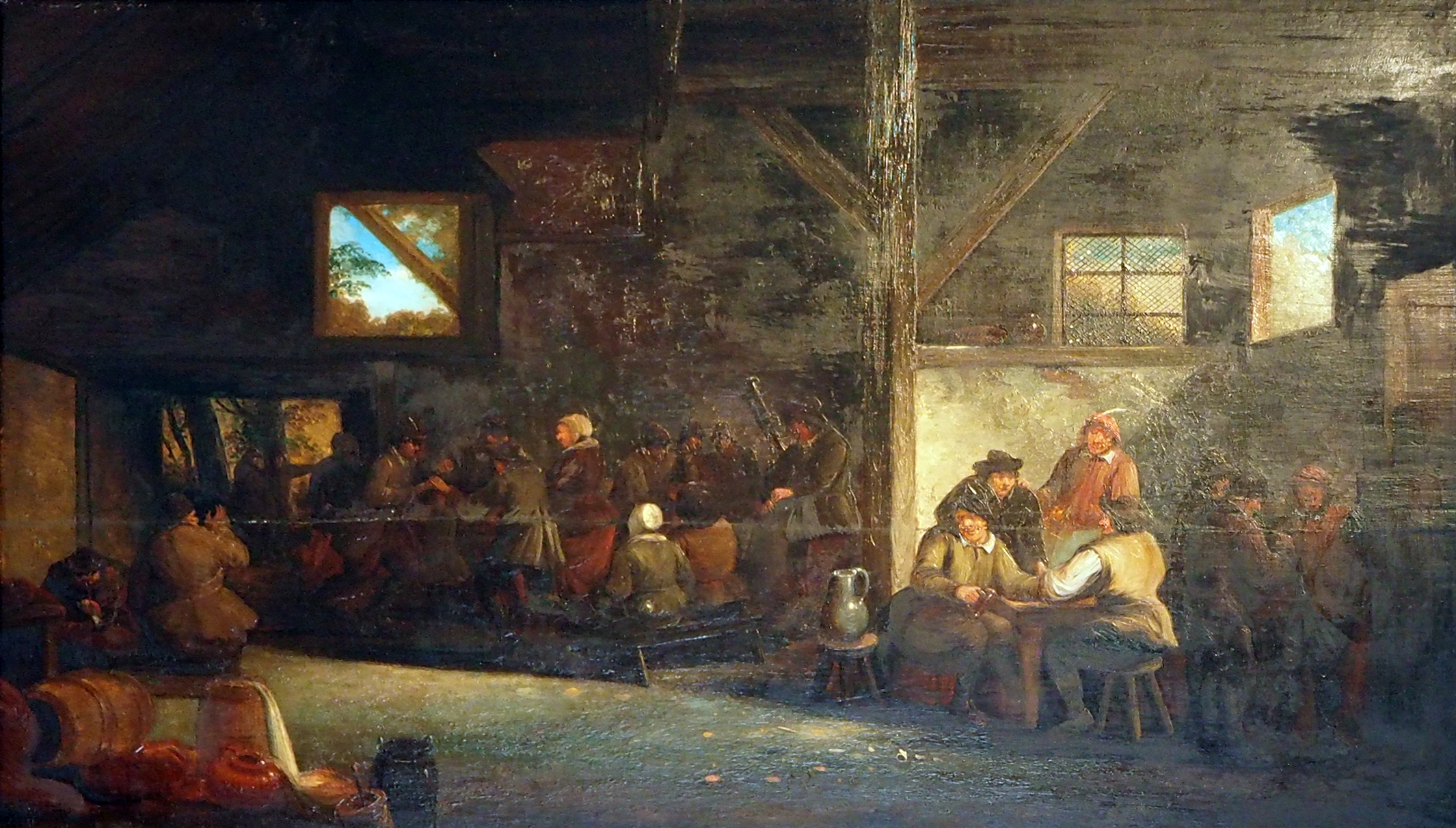
David Teniers: In der Taverne
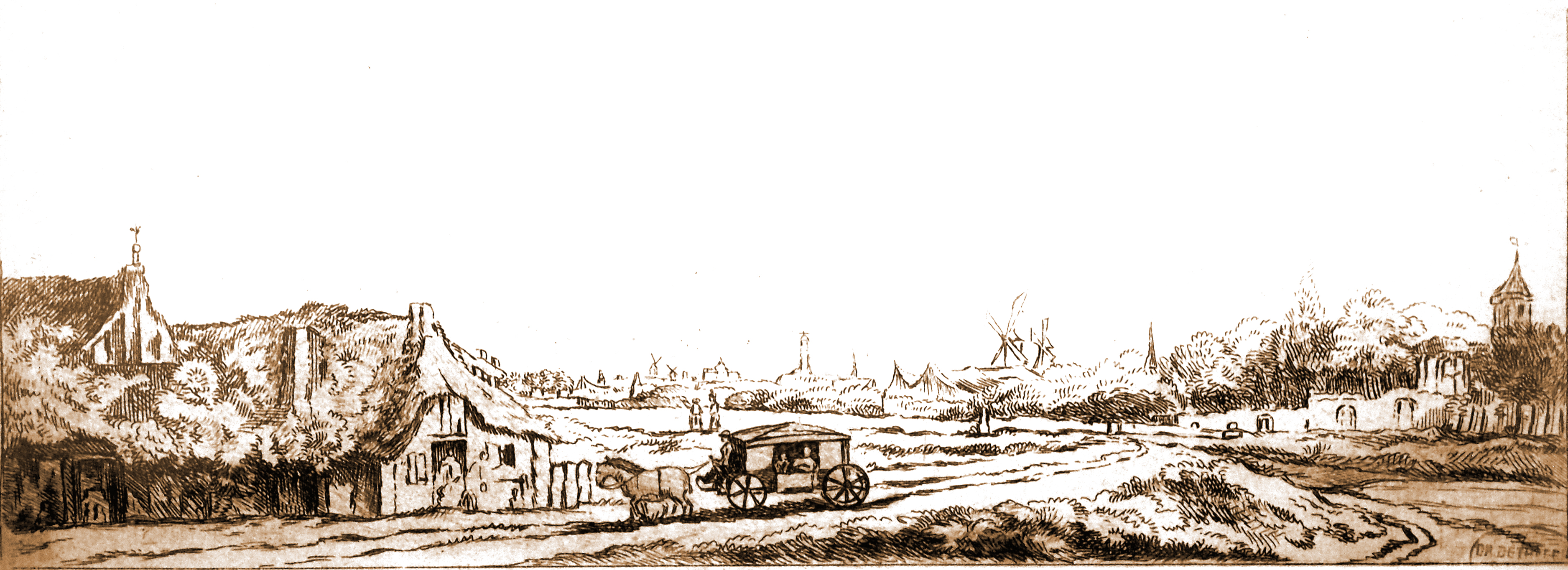
Rembrandt van Rijn: Landschaft mit Reisewagen auf der Straße

### Rostocker Stadtansichten
Die Rostocker Stadtansichten zeigen einen Blick in die Vergangenheit der Stadt und den Wandel des Stadtbildes vom frühen 19. bis zum 20. Jahrhundert. Die Gemälde der Künstler, unter anderem von Georg Friedrich Kersting, geben einen Eindruck vom Panorama der Stadt an der Warnow, das von vier großen Kirchen geprägt wird.

Rostocker Stadtansichten
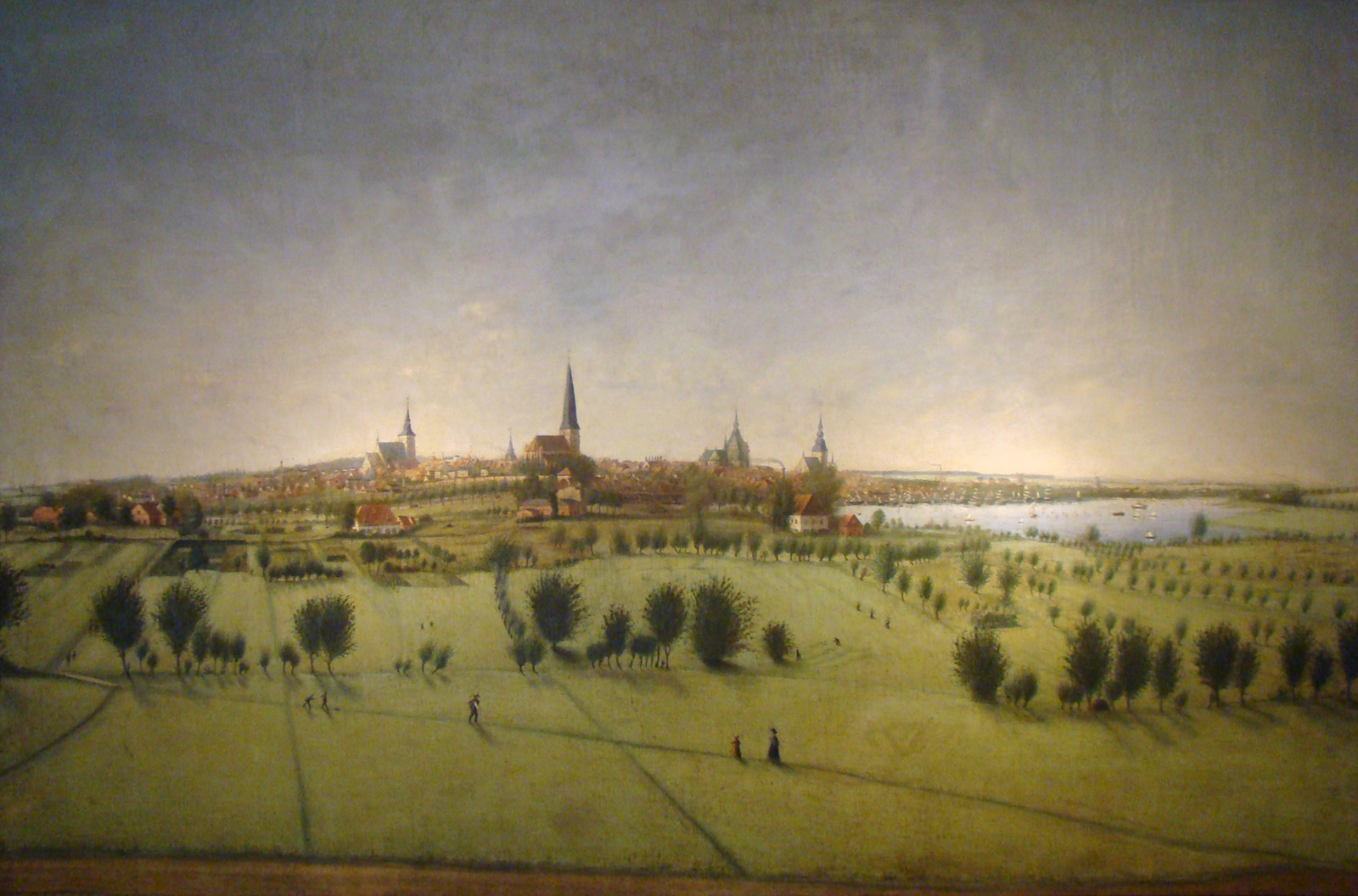
C. Gantzel: Ansicht von Rostock von der Dierkower Seite
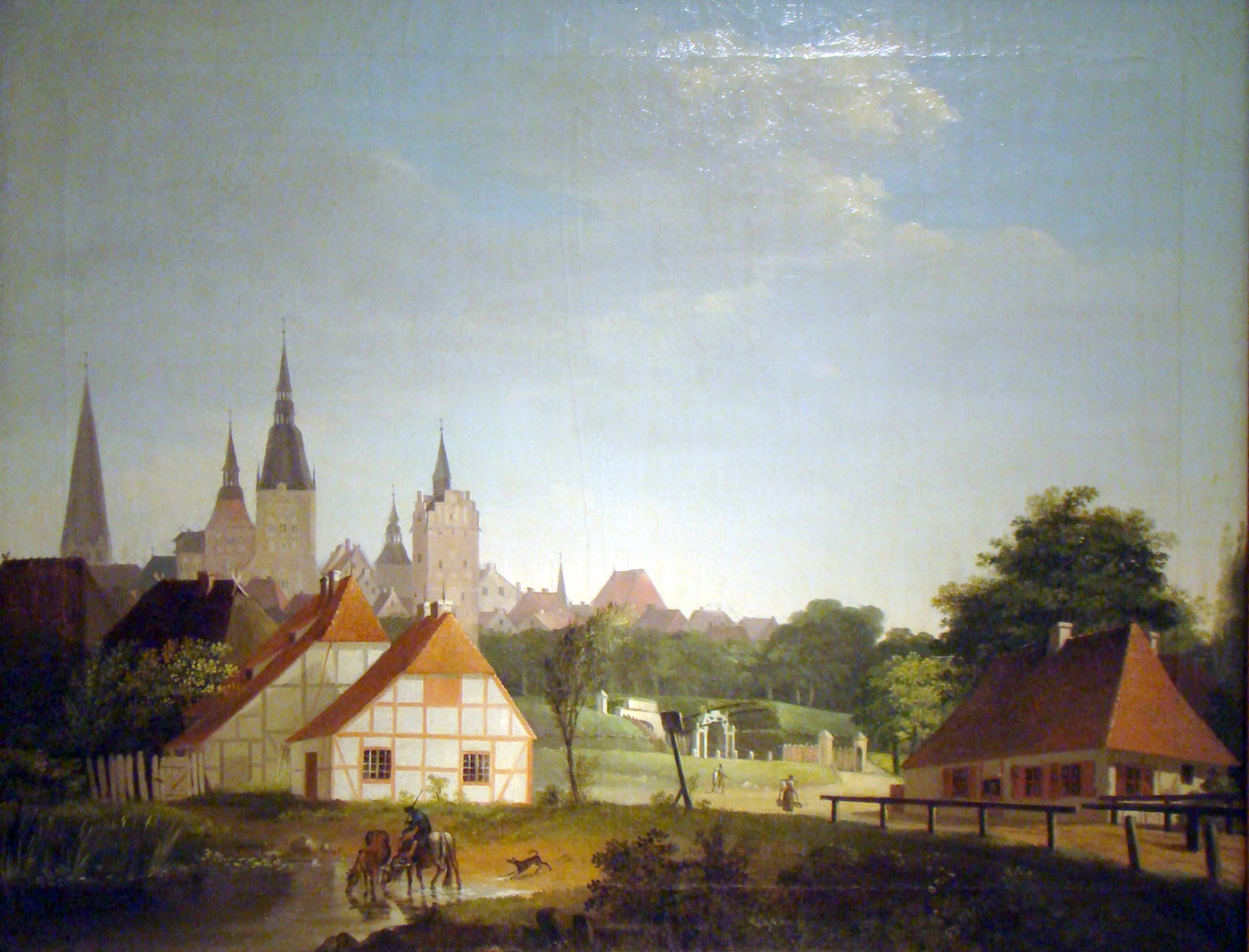
G. F. Kersting: Ansicht Rostocks von Westen
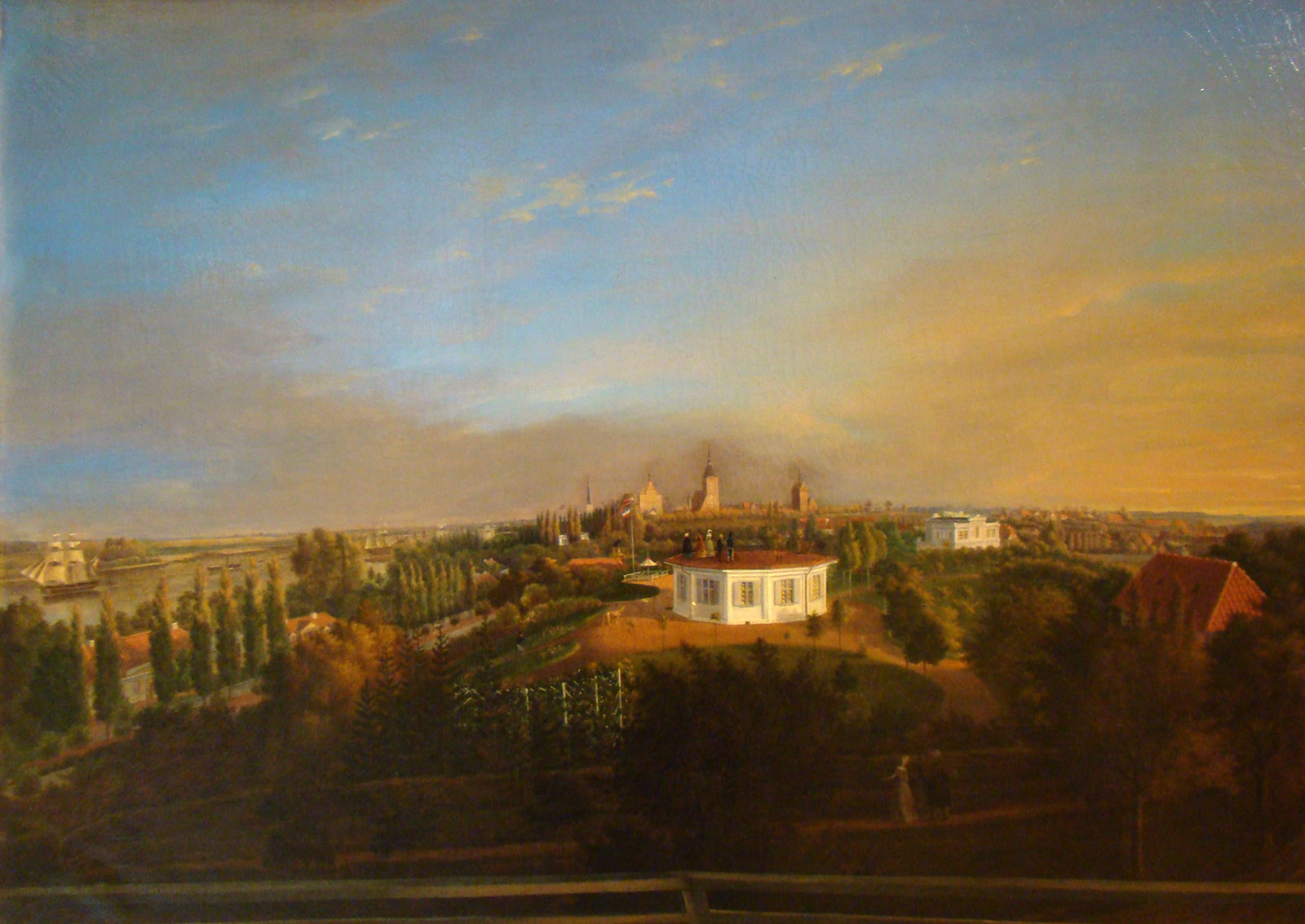
Paul Tischbein: Ansicht von Rostock vom Spittaschen Gartenhaus

### Moderne
Sammlung Bernhard A. Böhmer (Verfemte Moderne)

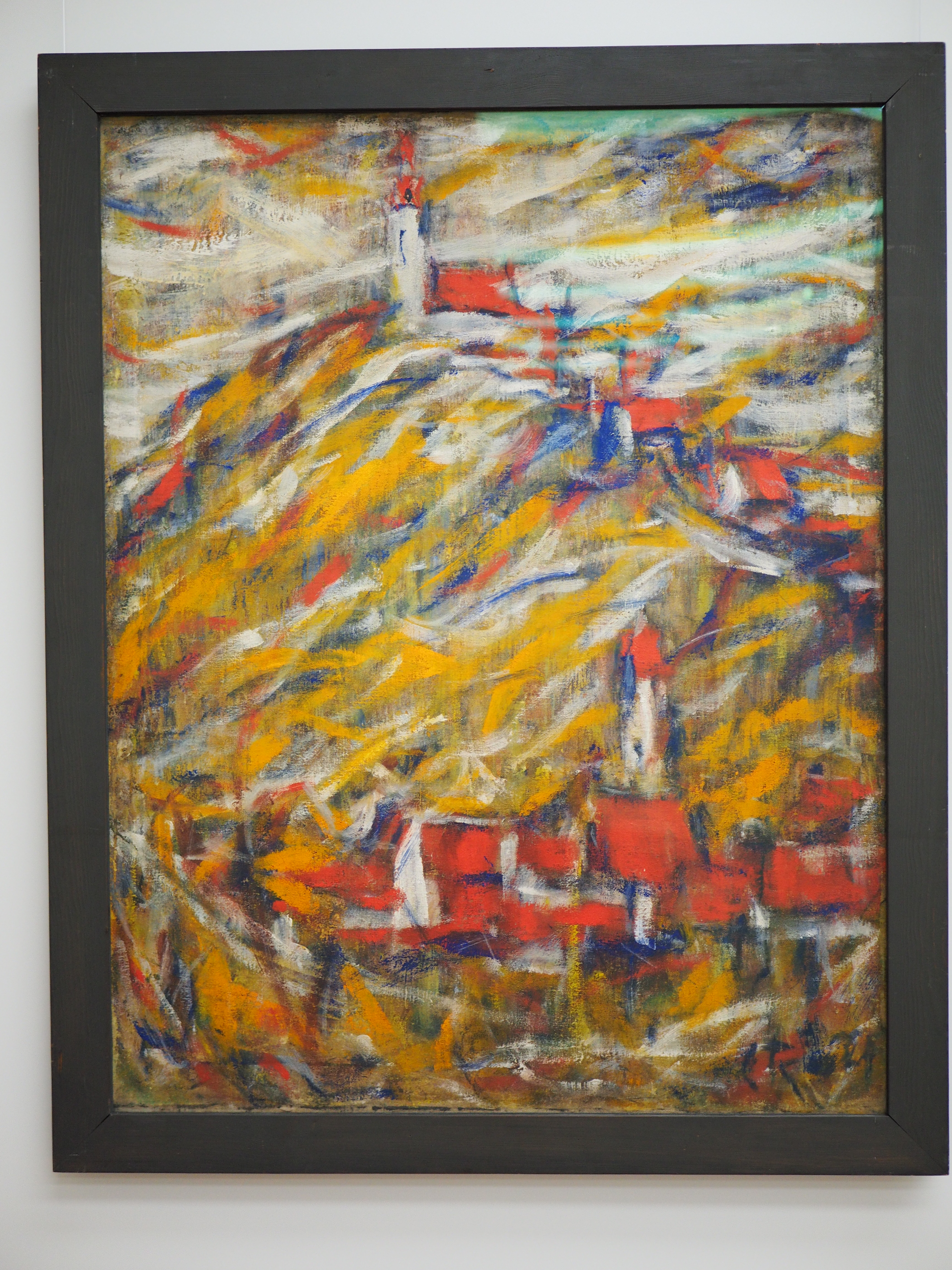
Christian Rohlfs:Kloster Andechs

Das Museum besitzt mit dem Bestand des Kunsthändlers und Barlach–Freundes Bernhard A. Böhmer eine Sammlung „Entarteter Kunst“. Es ist das letzte geschlossen erhaltene Konvolut der Nationalsozialisten aus dem Jahre 1937. Ein Teilbestand der im „Dritten Reich“ konfiszierten Arbeiten wird gezeigt, und über die Tatbestände der damaligen Kulturpolitik wird informiert.
Gemälde des 20. Jahrhunderts
Die Sammlungen umfassen Gemälde von Lovis Corinth, Erich Heckel, Oskar Schlemmer, Alexej von Jawlensky, Christian Rohlfs sowie mehrerer Künstler der Künstlerkolonie Schwaan, darunter Franz Bunke und Rudolf Bartels.
Skulpturen des 20. Jahrhunderts
Von Ernst Barlach, der 28 Jahre in Güstrow, der Kreisstadt des Landkreises Rostock, gewirkt hat und hier in Rostock im Oktober 1938 einem Herzinfarkt erlag, sind einige Skulpturen ausgestellt. Weiterhin sind Skulpturen von Wilhelm Lehmbruck und Gerhard Marcks zu sehen.

Barlach–Skulpturen
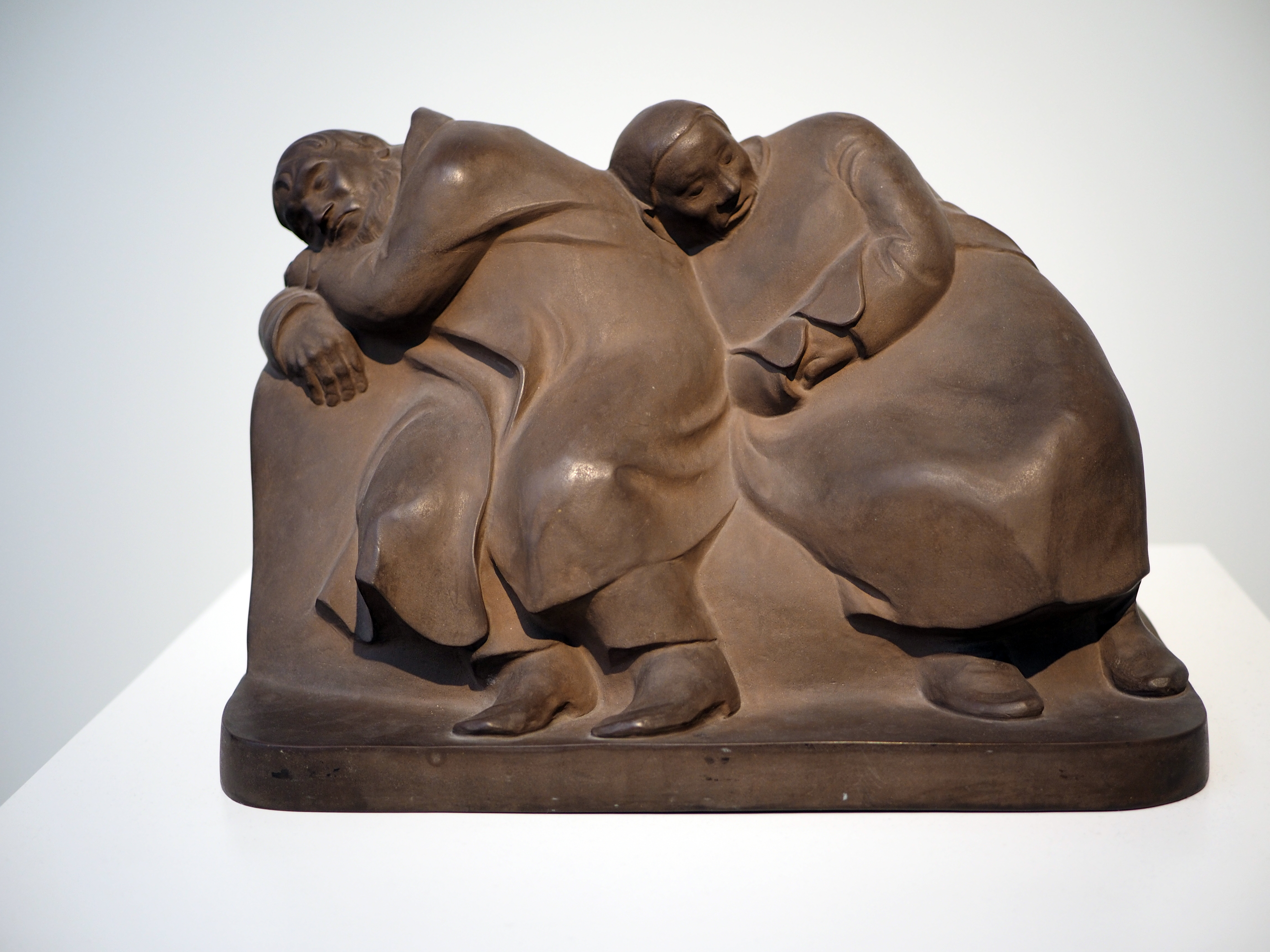
Schlafendes Bauernpaar (1912), Böttger Steinzeug
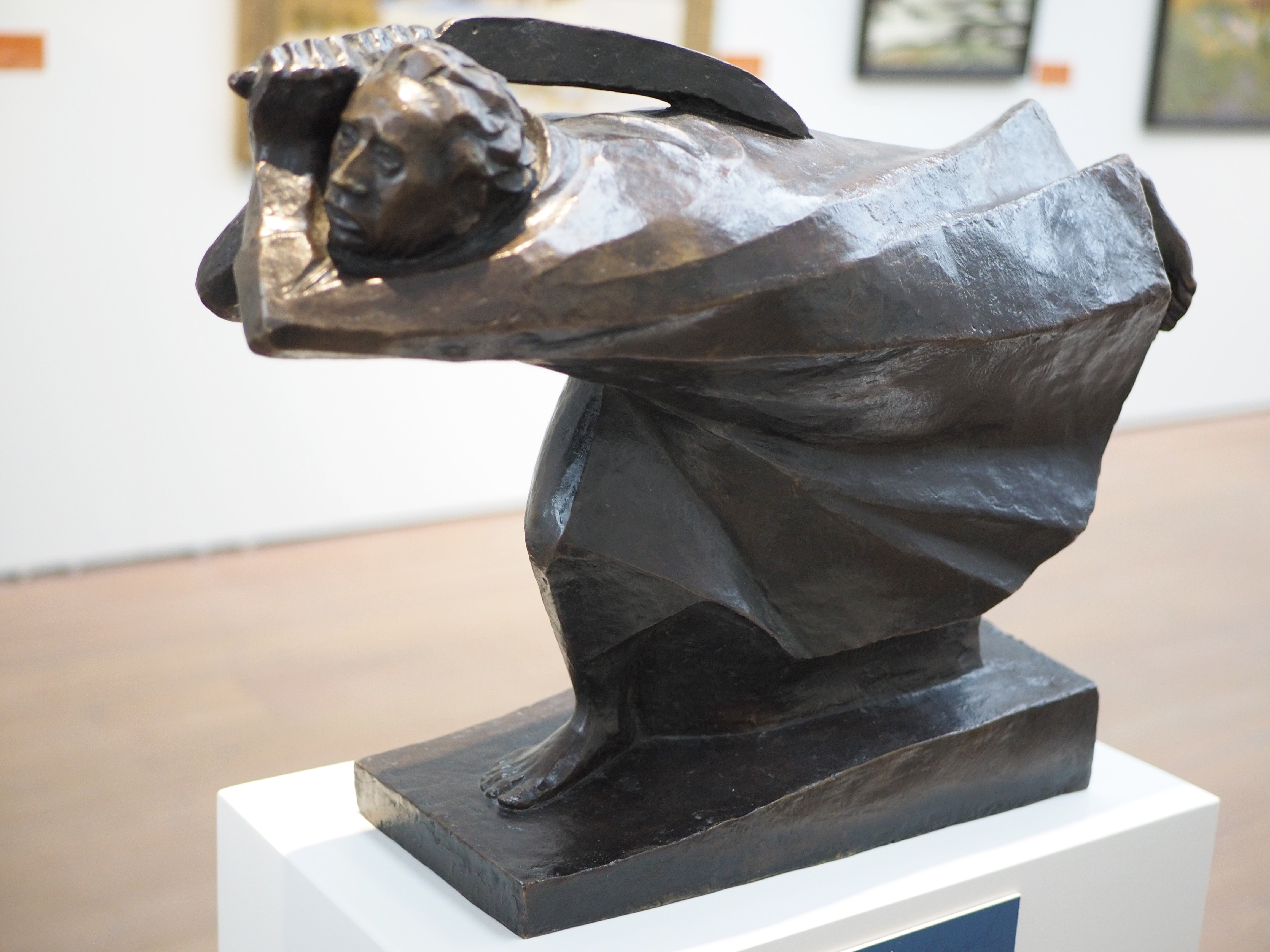
Der Rächer (1914), Bronze (1939)
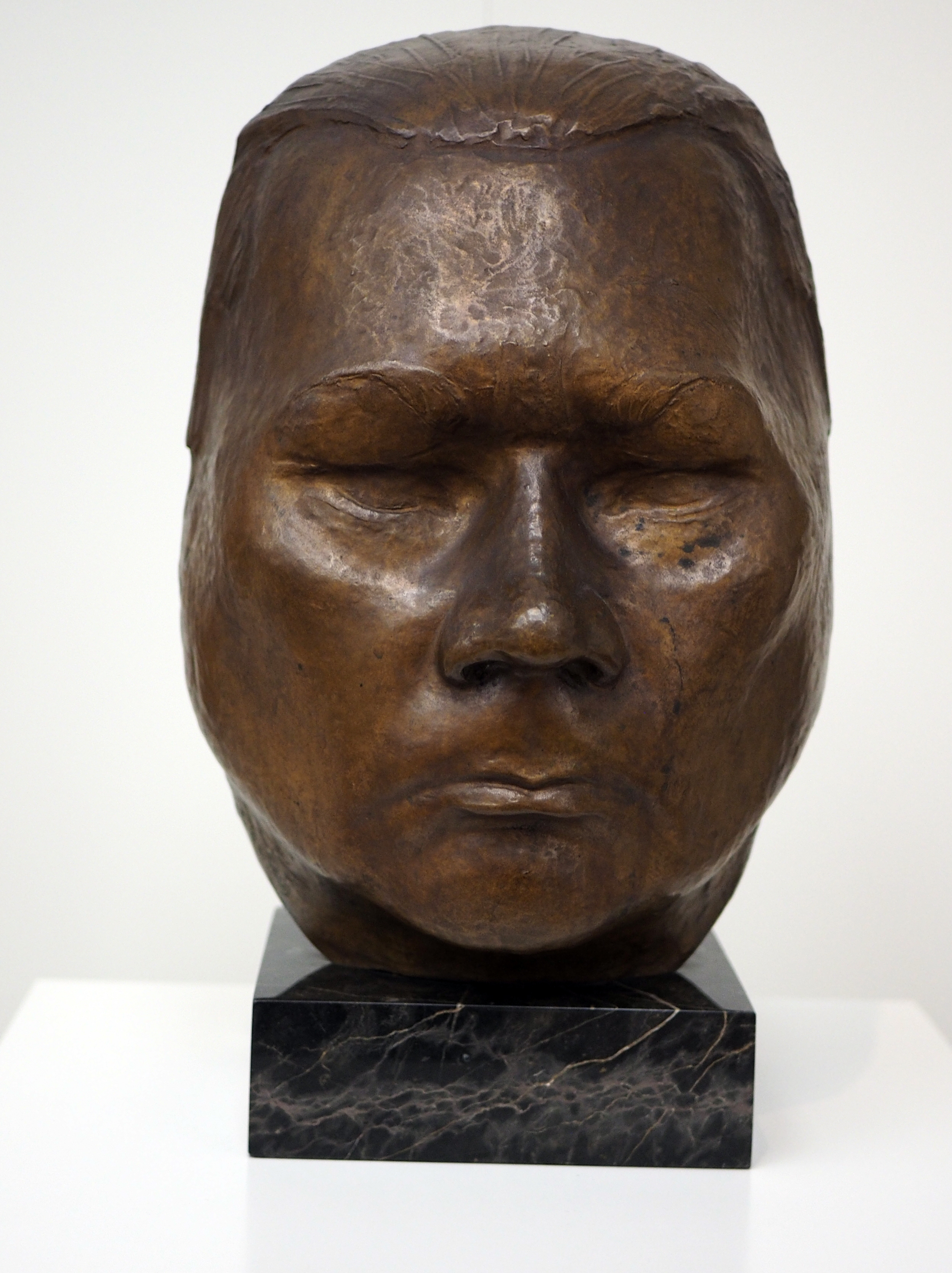
Maske Paul Wegener II (1930) Bronze

### Sakrale Kunst
In dem historischen Refektorium, erbaut in der Zeit um 1480, werden zahlreiche mittelalterliche sakrale Kunstwerke und Ausstattungsgegenstände gezeigt. Im Mittelalter besaß Rostock vier große Pfarrkirchen, fünf Klöster, zwei Hospitäler und einige Kapellen. In der 1. Hälfte des 19. Jahrhunderts wurden, bis auf eine, alle Kloster- und Hospitalkirchen in Rostock abgebrochen. Bei Renovierungsarbeiten an den Pfarrkirchen um 1900 gingen viele Objekte verloren. Bis dahin waren noch 182 Haupt- und Nebenaltäre vorhanden.
Die Sammlung zeigt noch erhalten gebliebene Stücke, die teilweise aus den nicht mehr vorhandenen Kirchen und Klöstern der Stadt Rostock stammen. Insbesondere aus der Dominikanerklosterkirche des Johannisklosters blieben viele mittelalterliche Kunstwerke erhalten. Daneben wird ein Teil des Schatzes des „Klosters zum Heiligen Kreuz“ ausgestellt, sowie Altäre, Kleinkunstwerke und Kirchengestühl aus der Pfarrkirche St. Nikolai und den anderen ehemaligen Klöstern der Dominikanermönche und Zisterziensernonnen.

Sakrale Kunst
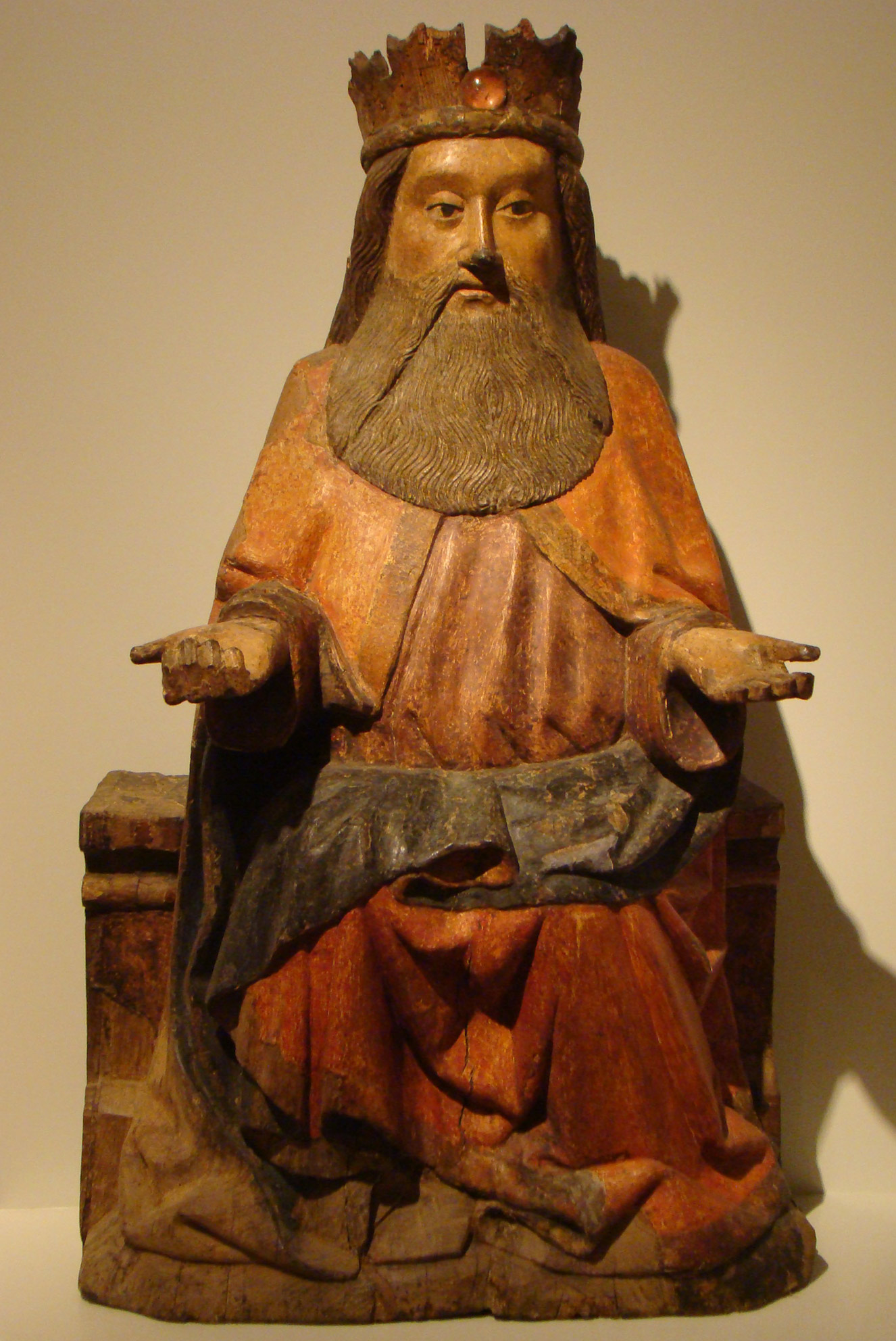
Thronender Gottvater, Eiche, 15. Jh.
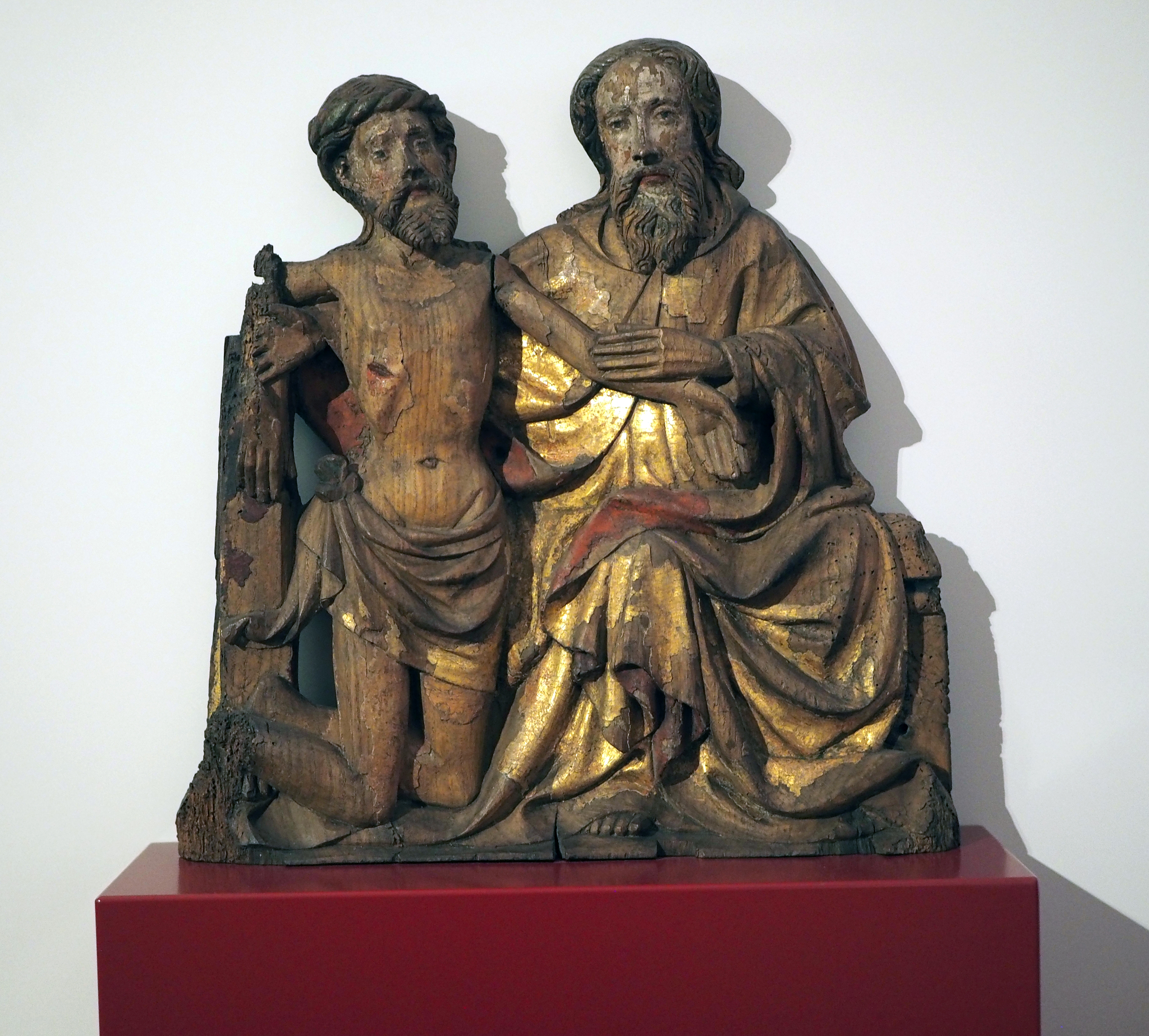
Gnadenstuhl aus der Hospitalkirche zum Heiligen Geist, 1. Hälfte 15. Jh.
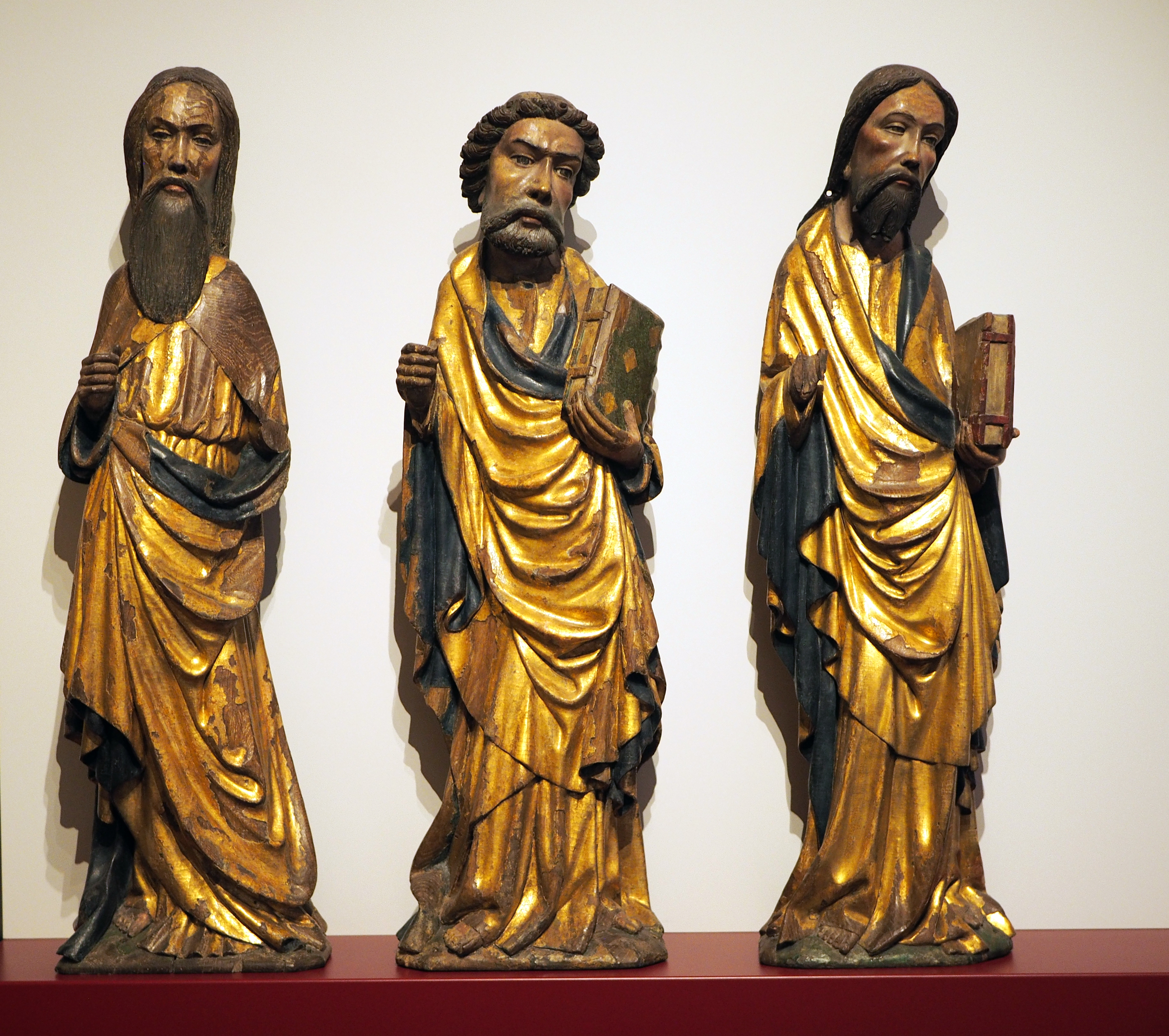
Apostelfiguren aus der Klosterkirche St. Johannis, Eiche 1440/1450
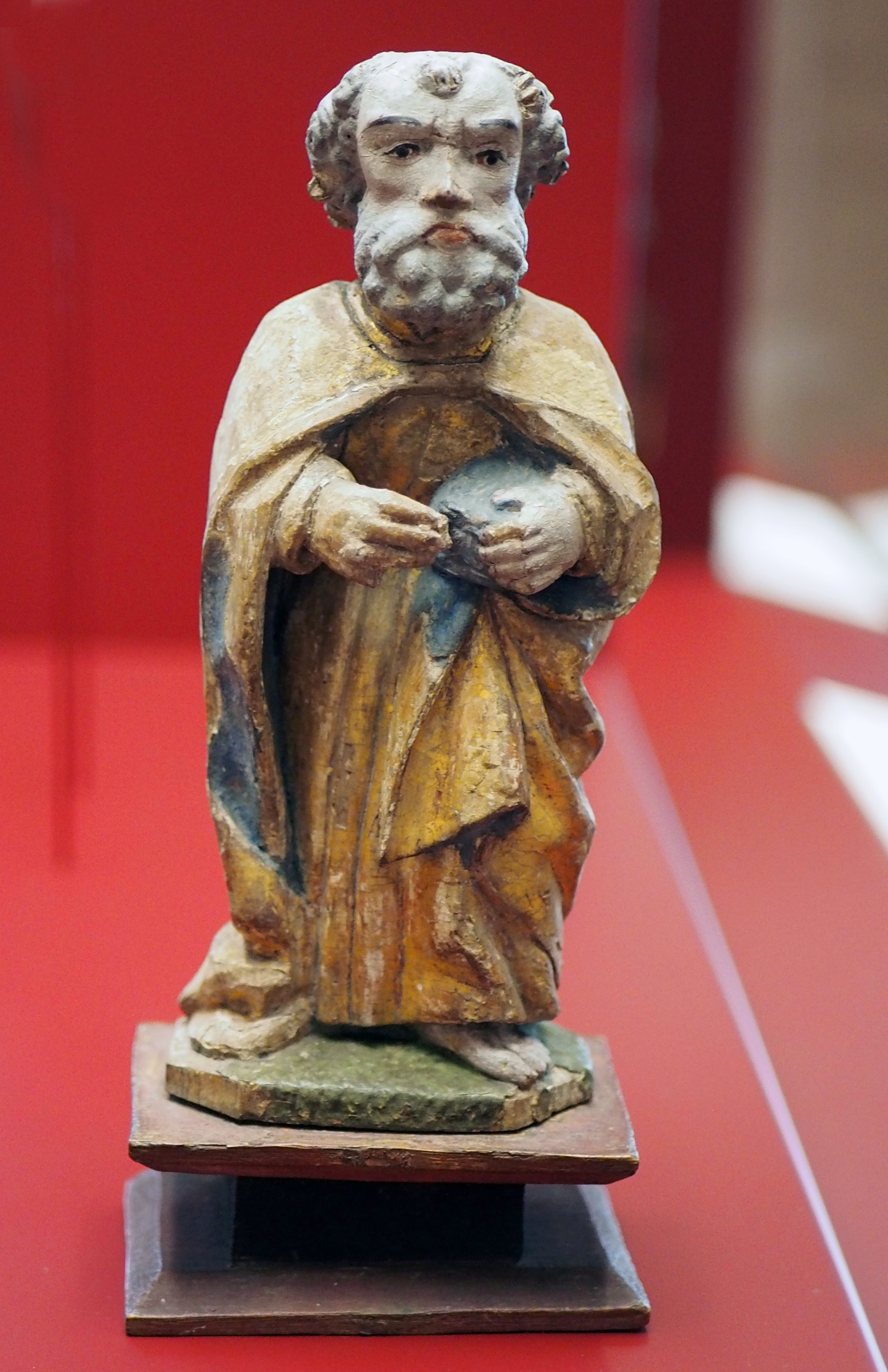
Petrus aus dem Kloster zum Heiligen Kreuz, Eiche, 1. Viertel 16. Jh.
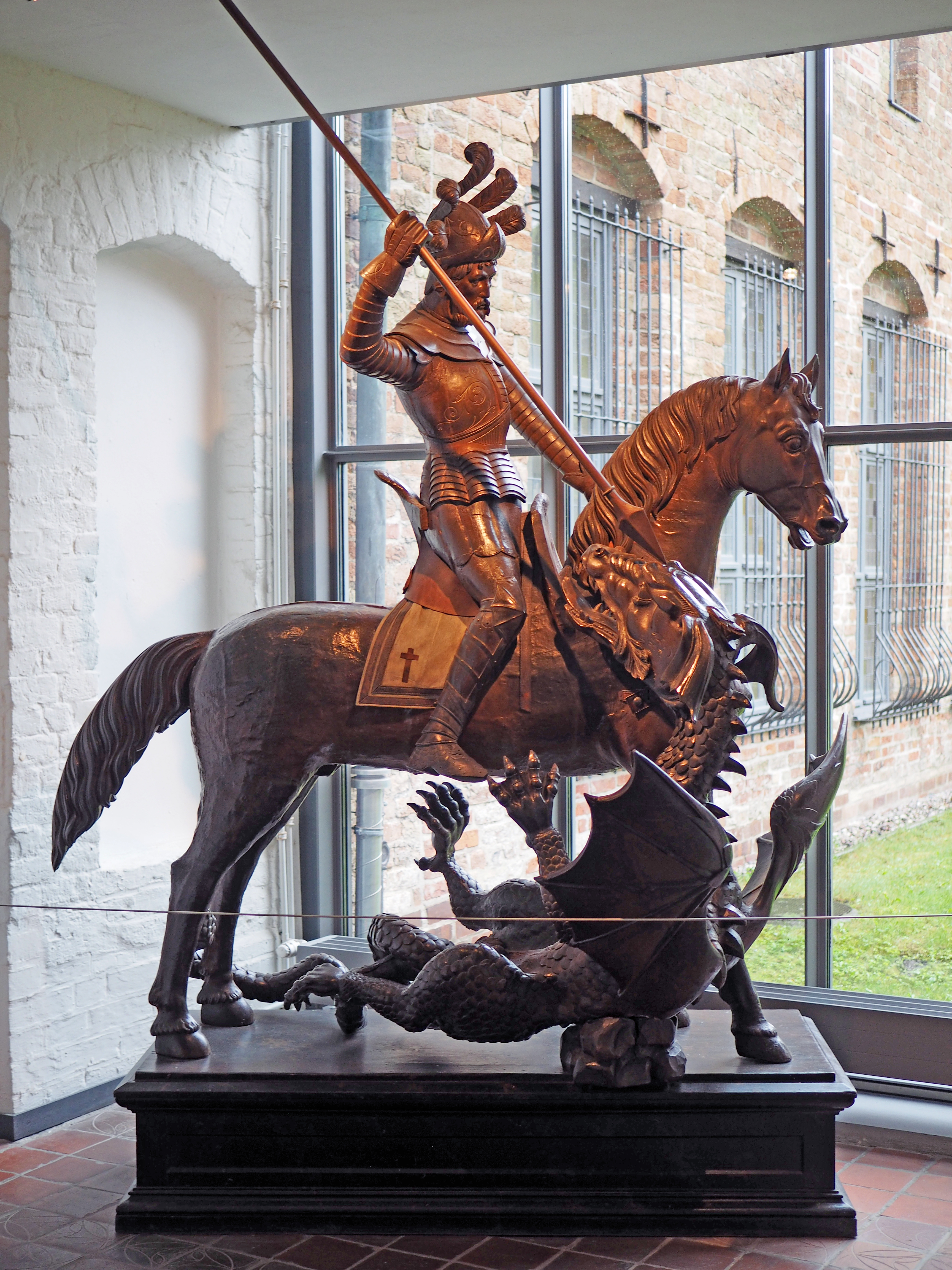
St. Georg aus dem St. Georg-Hospital, 2. Hälfte 17. Jh.

### Kunsthandwerk
Diese Sammlung umfasst rund 35.000 Objekte aus der Zeit vom 16. bis zum frühen 20. Jahrhundert. Sie zeigt Arbeiten aus Zinn, Silber, Keramik, sowie Uhren und historischen Schmuck, und informiert über die Entwicklung des alten Kunsthandwerks. Die Ausstellung gibt mit ihrem Bestand einen Einblick in das Leben der Mittel- und Oberschicht der Stadt Rostock und von der meisterlichen Arbeit der damaligen Handwerker. Zum Beispiel Uhren aus der Empirezeit (um 1800). Portaluhren aus Ebenholz und Alabaster, hergestellt in Wien, einem Zentrum der damaligen Uhrenproduktion.
In mehr als 100 Jahren wurden die einzelnen, zumeist kostbaren Exponate von Rostocker Bürgern gesammelt. Präsentiert werden sie in einem Raum, in dem teilweise noch alte Decken und Wandmalereien aus der Klosterzeit zu sehen sind.

Kunsthandwerk
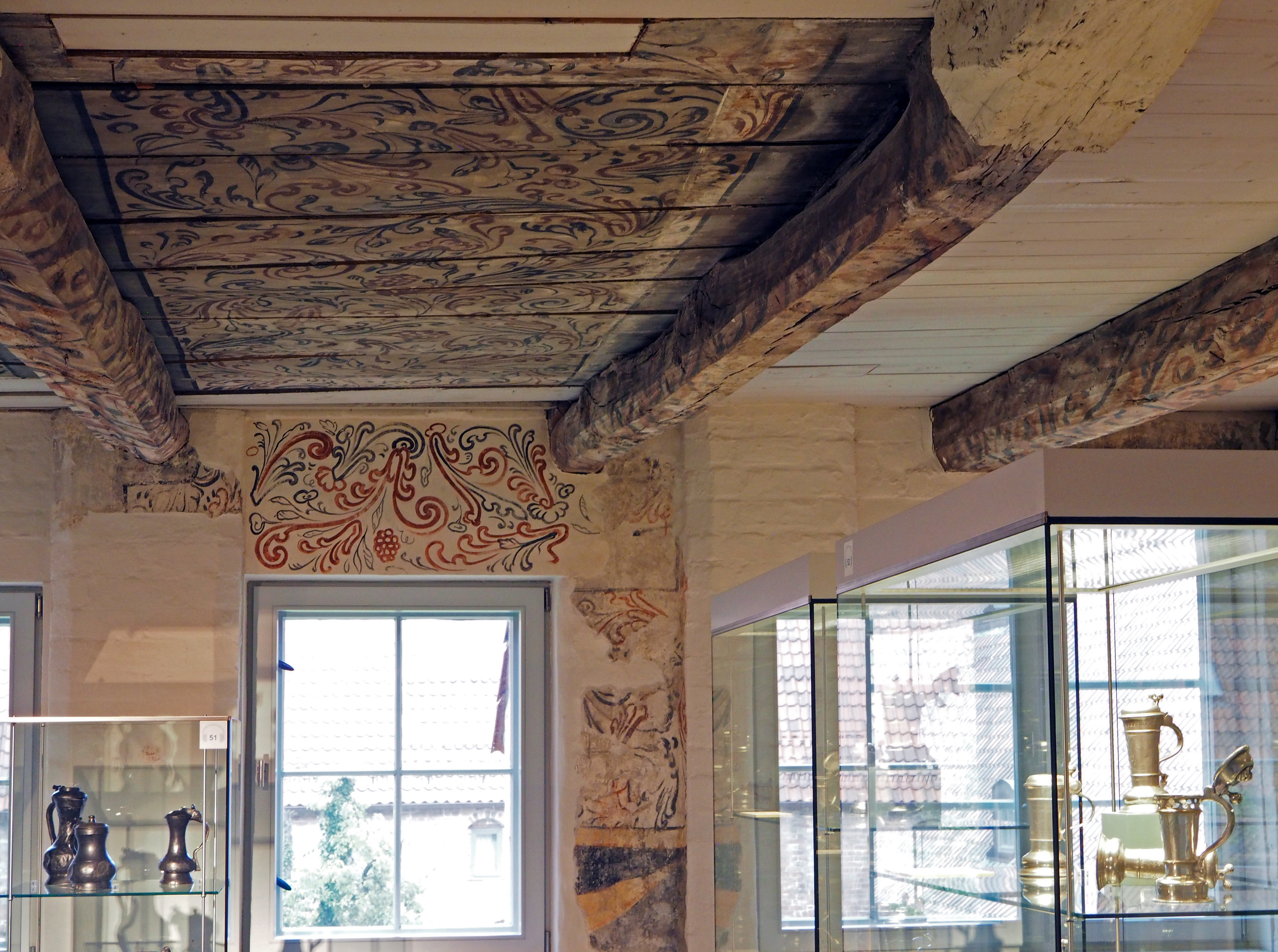
Der Ausstellungsraum hat zum Teil noch alte Decken- und Wandbemalungen
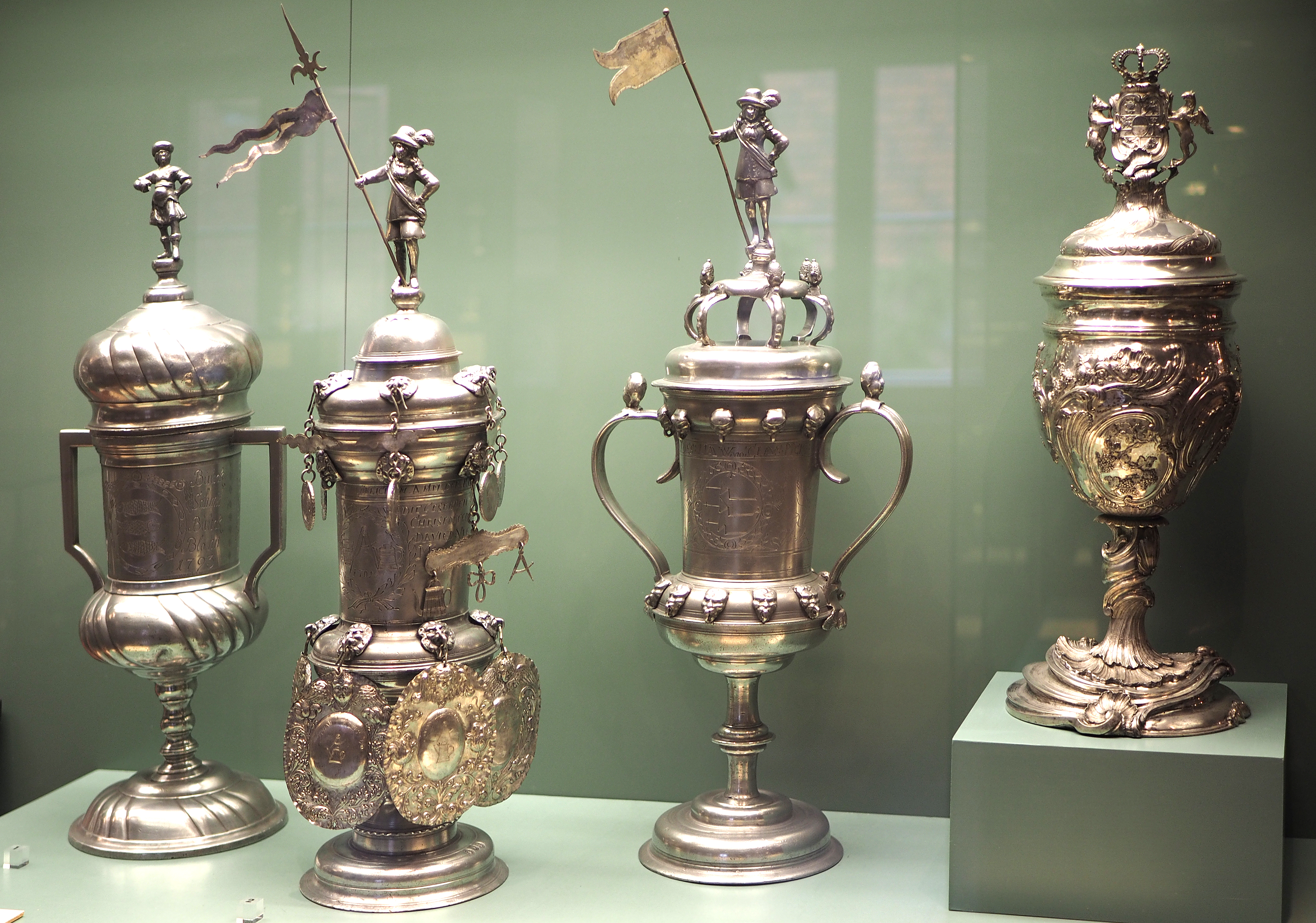
Willkommpokale einzelner Ämter und Gesellschaften
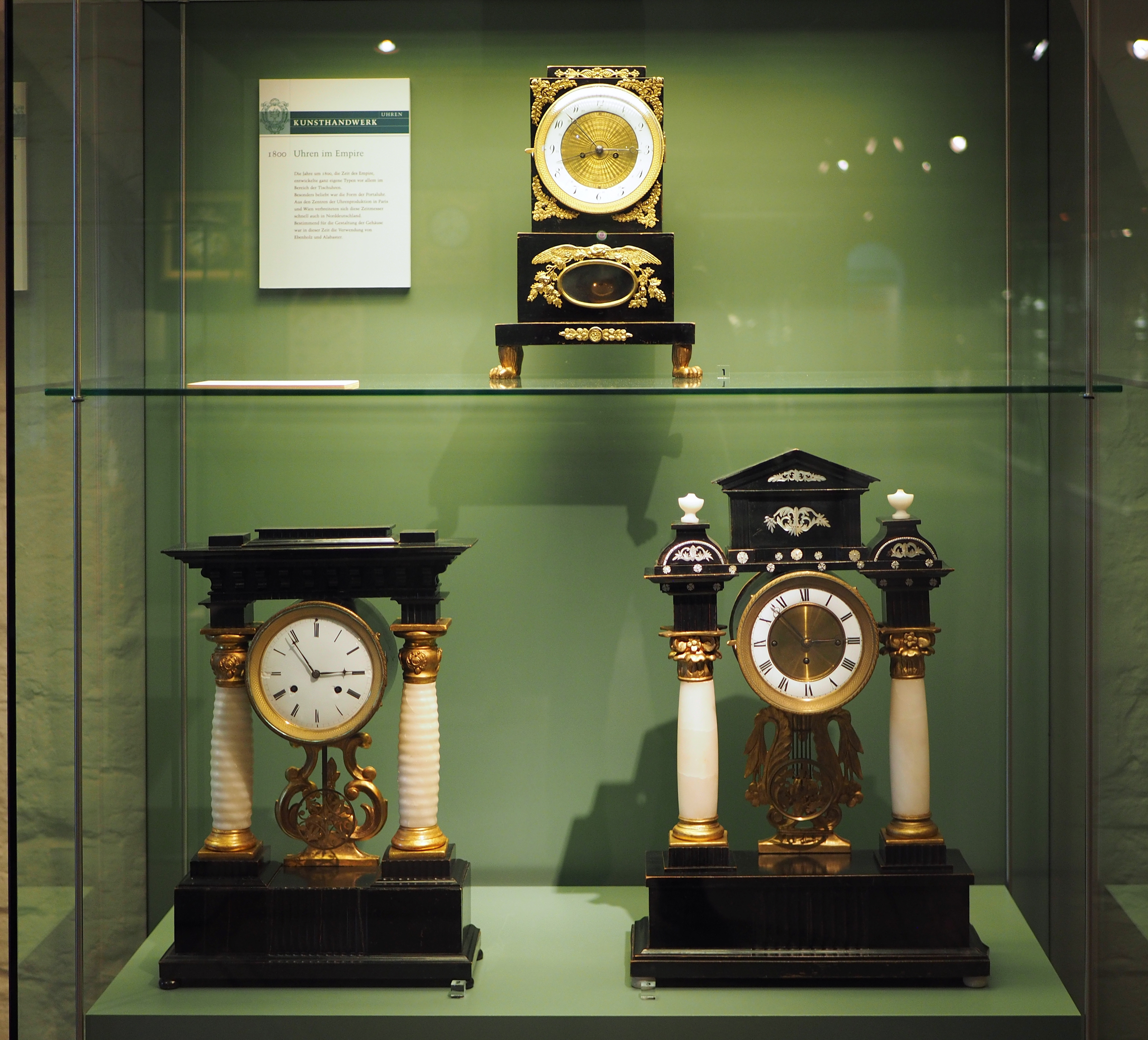
Tischuhren spätes 18. Jh.und frühes 19. Jh.

### Spielzeug
Eisenbahnen, Dampfmaschinen, Puppen und Puppenstuben, Baukästen, Kinderspiele und viele andere Utensilien aus den vergangenen zwei Jahrhunderten, sind zu sehen. Es handelt sich fast ausschließlich um Spielzeug der wohlhabenden Bürger, da die aus Lumpen, Stöcken oder Scherben teilweise selbst hergestellten Spielzeuge der ärmeren Bevölkerung heute kaum überliefert sind. Aus diesem Grund kann hier auch nur ein Teilbereich des Spielalltags aus der Zeit zwischen 1850 und 1950 gezeigt werden.
Unter dem historischen Spielzeug befindet sich unter anderem auch der von den Brüdern Gustav Lilienthal und dem Flugpionier Otto Lilienthal erfundene Anker-Steinbaukasten.

Spielzeug
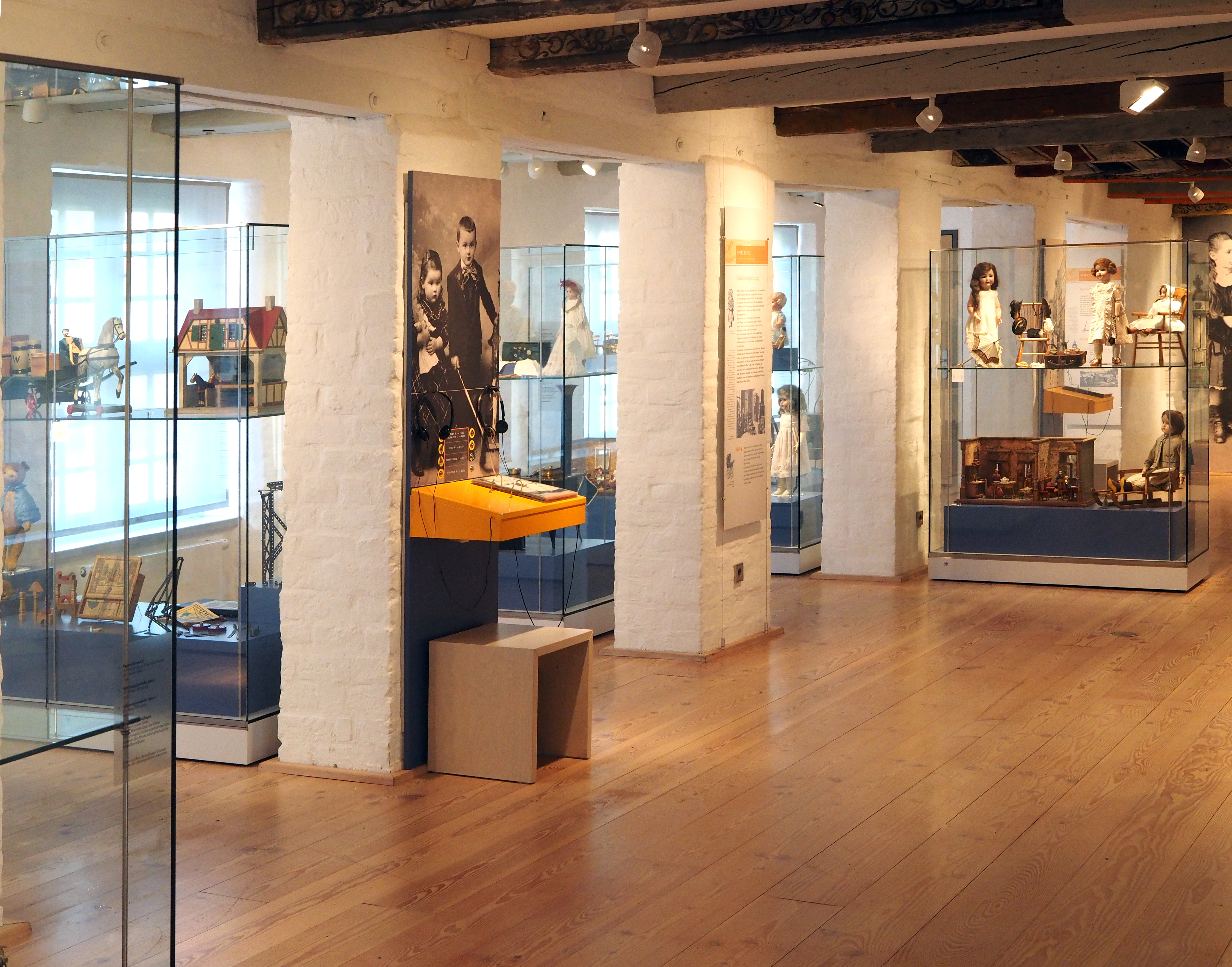
Ausstellungsraum der Spielzeugsammlung
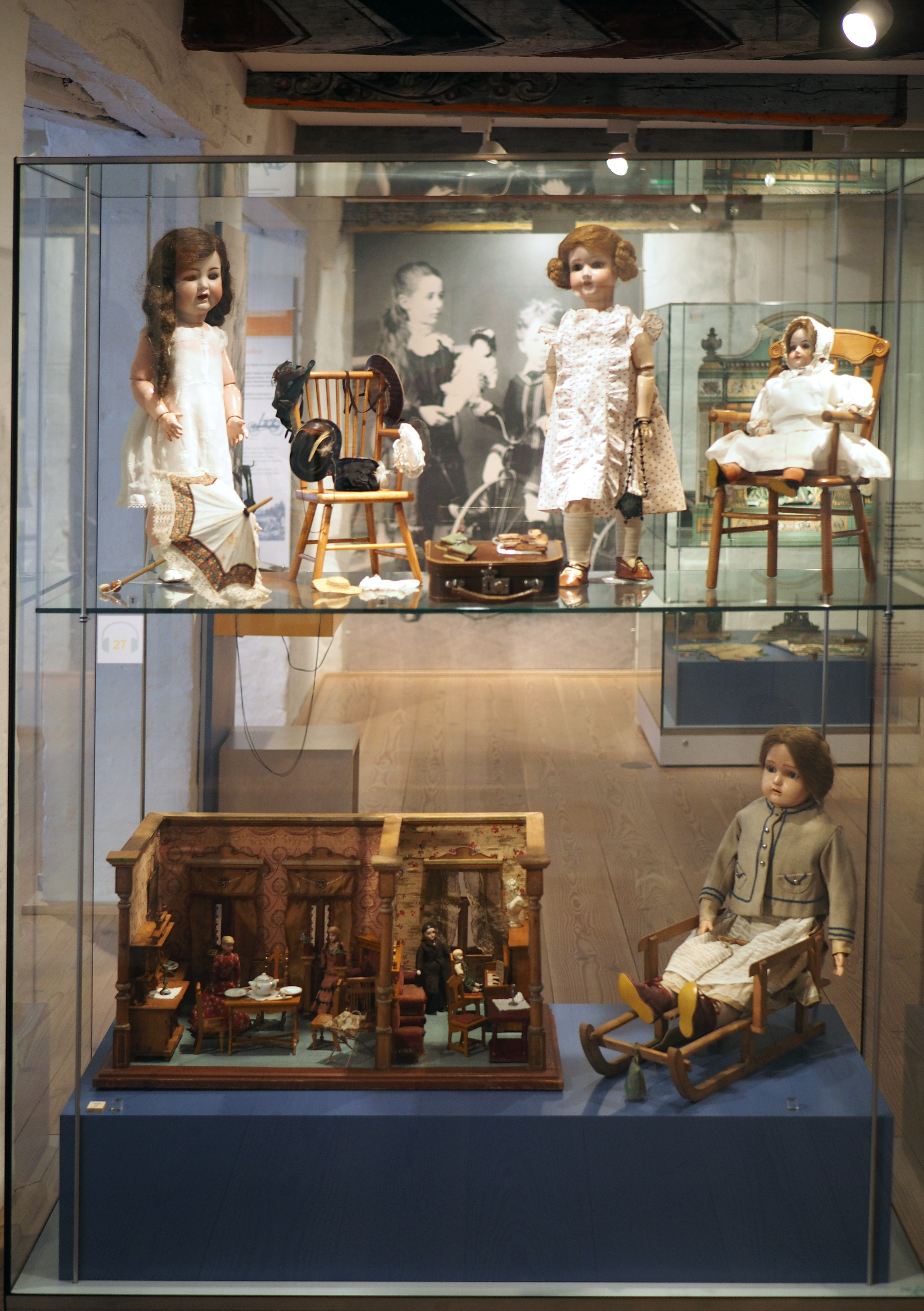
Puppen, Puppenstuben
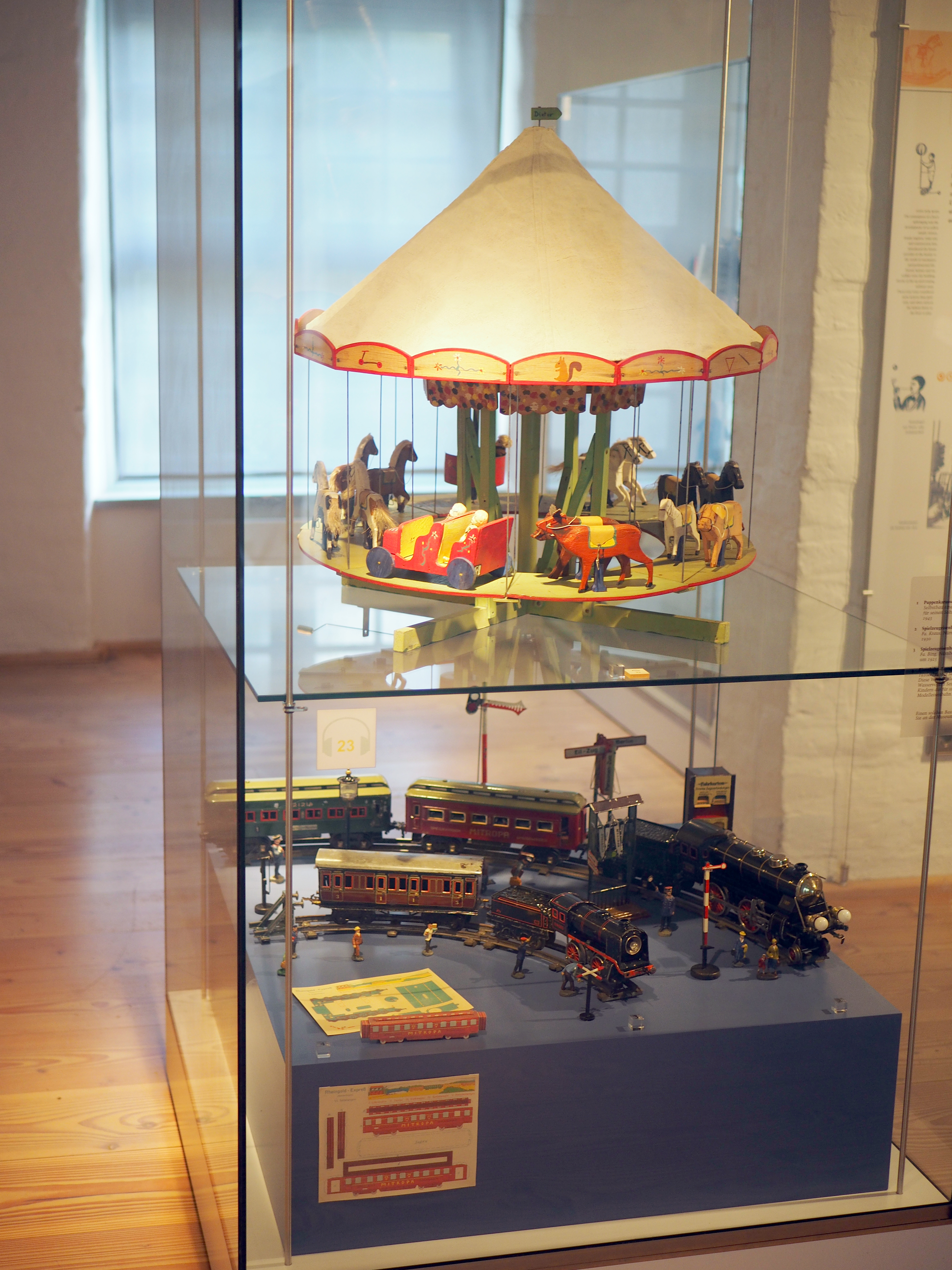
Karussell und Eisenbahnen

### Münzen
Die Bestände der Rostocker und Mecklenburger Münze stehen bei dieser Sammlung im Zentrum. Sie bieten einen Überblick über die Münz- und Geldgeschichte von ihren Anfängen bis in das 19. Jahrhundert. Den Mittelpunkt bildet Silbergeld aus der Hansezeit des 14. und 15. Jahrhunderts, silberne Schillinge aus dem 15. bis 16. Jahrhundert sowie Taler und Gulden des späten 16. Jahrhunderts bis zum 18. Jahrhundert.